# Zwarte Piet

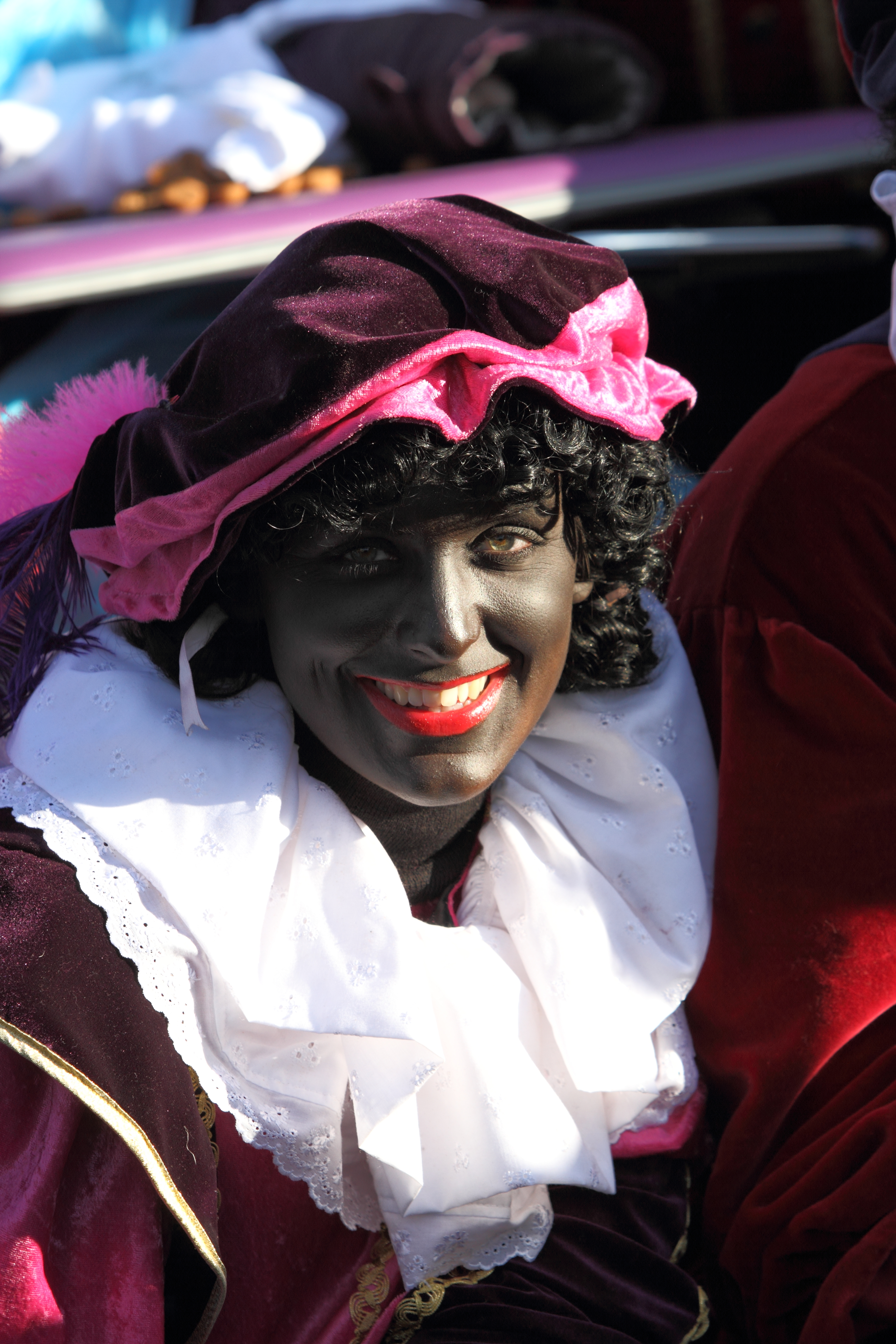
Een Zwarte Piet

Zwarte Piet is in Nederland en België traditioneel de hulp van Sinterklaas tijdens het sinterklaasfeest. Volgens de overlevering komen Sinterklaas en Zwarte Piet elk jaar in november met de stoomboot uit Spanje aan om cadeaus en snoepgoed te brengen. 
In de loop van de tijd zijn zowel zijn gedaante als zijn algehele rol in het Sinterklaasfeest verschillende malen veranderd. Zo ontwikkelde hij zich gaandeweg van boeman en knecht tot speelse en vaak ondeugende kindervriend. Aanvankelijk was er verder maar één Zwarte Piet en in veel verhalen en in veel traditionele sinterklaasliedjes wordt de naam Zwarte Piet dan ook alleen in het enkelvoud gebruikt. Sedert het midden van de 20e eeuw zijn er vaak meer (zie verder #Geschiedenis).
Inmiddels wordt het traditioneel zwarte uiterlijk van de figuur van Zwarte Piet steeds meer vervangen door de roetpiet (zie verder #Bezwaren).

## Hoofdkenmerken

### Werkzaamheden
Zwarte Piet strooit strooigoed tijdens de Sinterklaasintocht, begeleidt Sinterklaas bij zijn reizen, klimt in de nacht door de schoorstenen van huizen om snoepgoed en cadeautjes in de schoen te stoppen en draagt zorg voor de verpakking en distributie van cadeaus voor de Sinterklaasavond.

### Uiterlijk
De kleding van Zwarte Piet kan per plaats en tijd verschillen, maar bestaat vaak uit een maillot, een kleurige gestreepte pofbroek en een jas met eventueel een cape. De kleur varieert. Hij draagt een witte molensteenkraag en manchetten. Als hoofddeksel dient een baret met veer. Soms draagt Zwarte Piet een jutezak mee met de cadeaus en het snoepgoed. Tot halverwege de twintigste eeuw fungeerde Zwarte Piet vaak als kinderschrik, en droeg daarom een tuchtroede met zich mee. Ook werden stoute kinderen zogenaamd in de jutezak meegenomen. Toen het als pedagogisch onverantwoord ging gelden om kinderen zo bang te maken, nam Zwarte Piet gaandeweg de rol aan van kindervriend en verdween de roe.
De kledingstijl is mogelijk gebaseerd op werkkleding van zestiende-eeuwse pages die in Spanje werkzaam waren als bedienden. De zak en roede zijn accessoires die eerder door Sinterklaas ingezet werden.
Van 2015 tot en met juni 2022 had Zwarte Piet volgens het Kenniscentrum Immaterieel Erfgoed Nederland een bruine gelaatskleur en donker krullend haar, zoals beschreven door het Sint & Pietengilde, maar het Sinterklaasfeest werd na een nieuwe evaluatie in 2022 als erfgoed uitgeschreven. Een traditionelere versie die veelvuldig voorkwam had een zwarte gelaatskleur, kroeshaar, gouden oorringen en rode lippen.

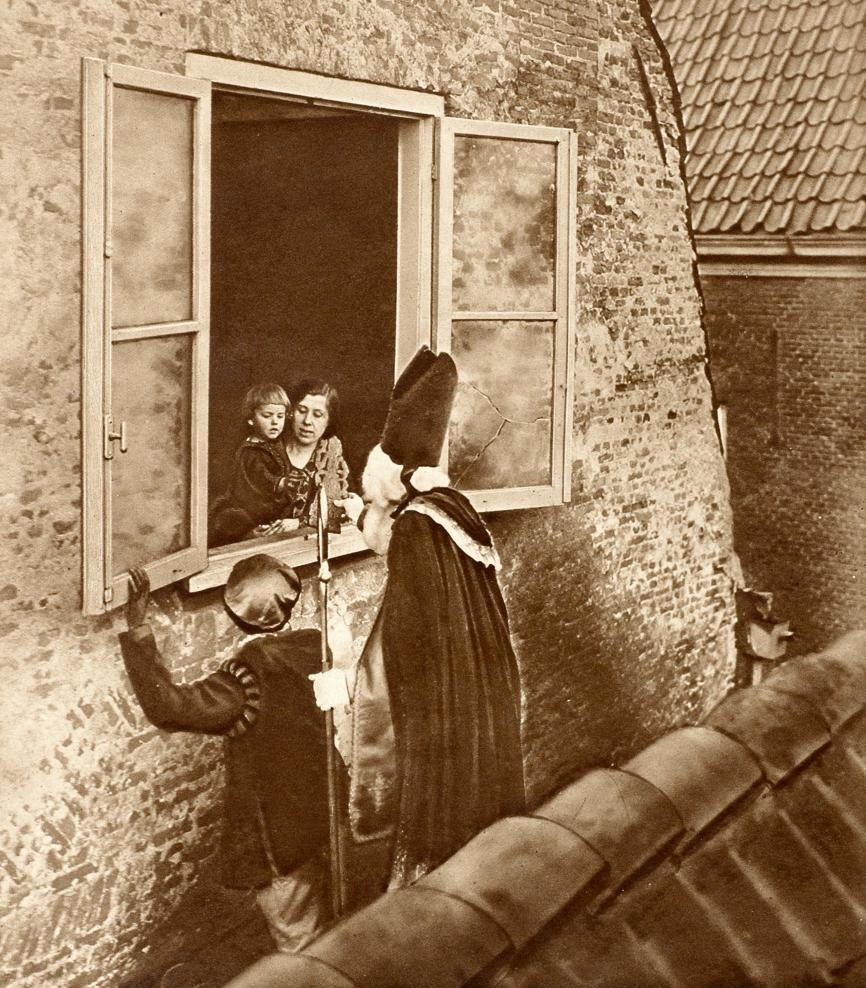
Zwarte Piet en Sinterklaas op bezoek bij moeder en kind, Nationaal Archief, 1925
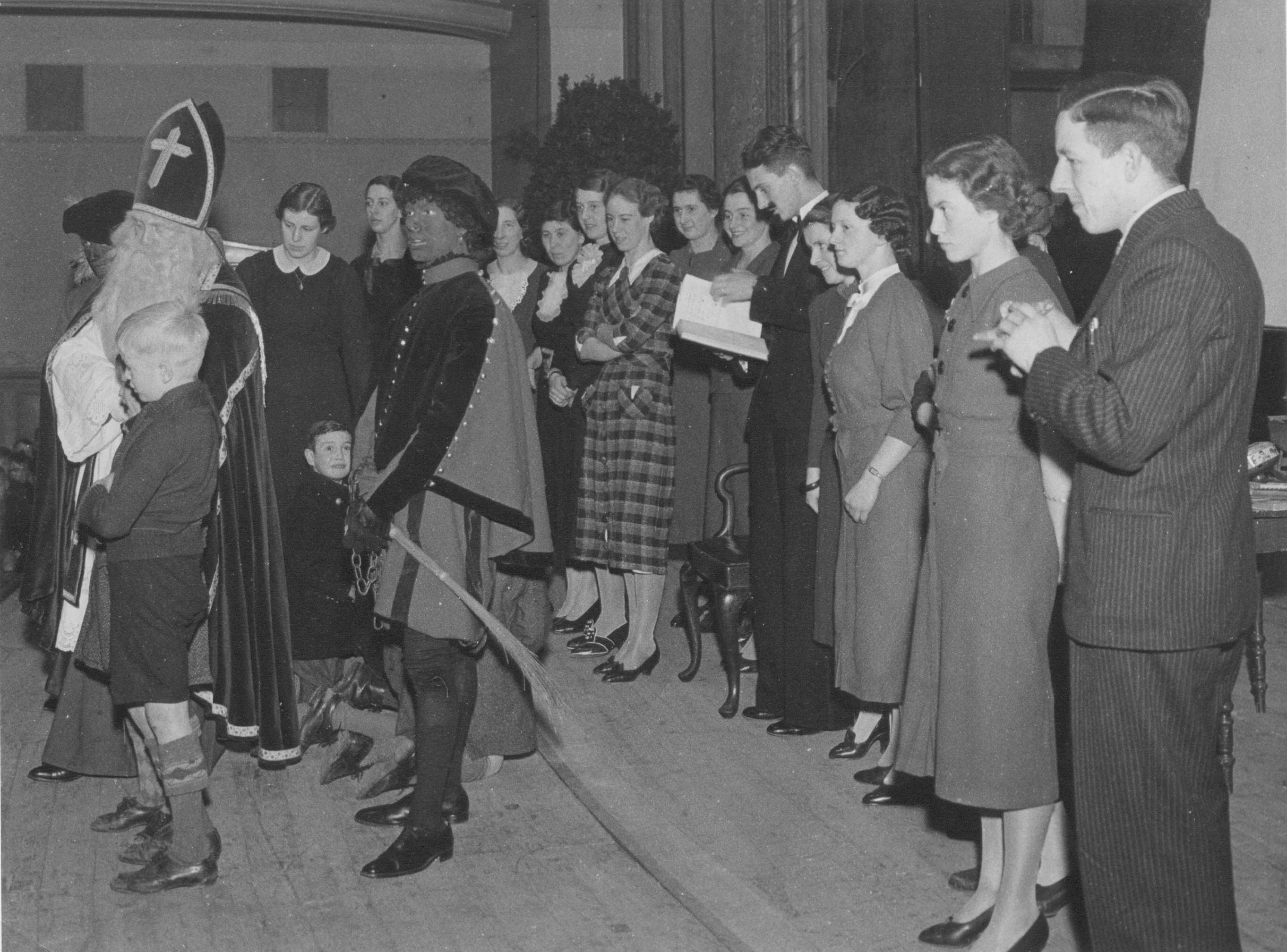
Sinterklaas en Zwarte Piet (met ketting en roe), 7 december 1938
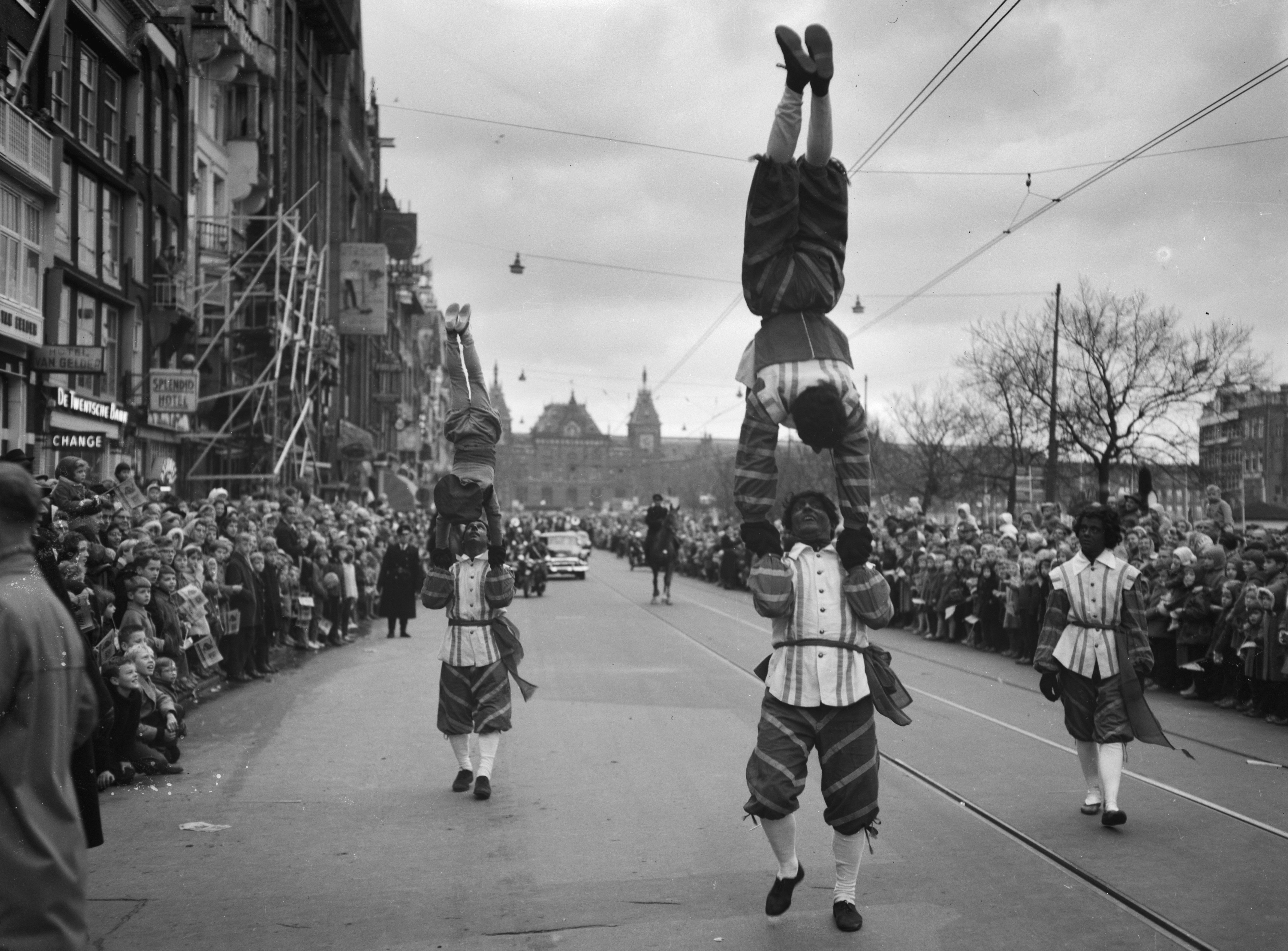
Sint-Nicolaas tijdens de intocht op het Damrak, 14 november 1959
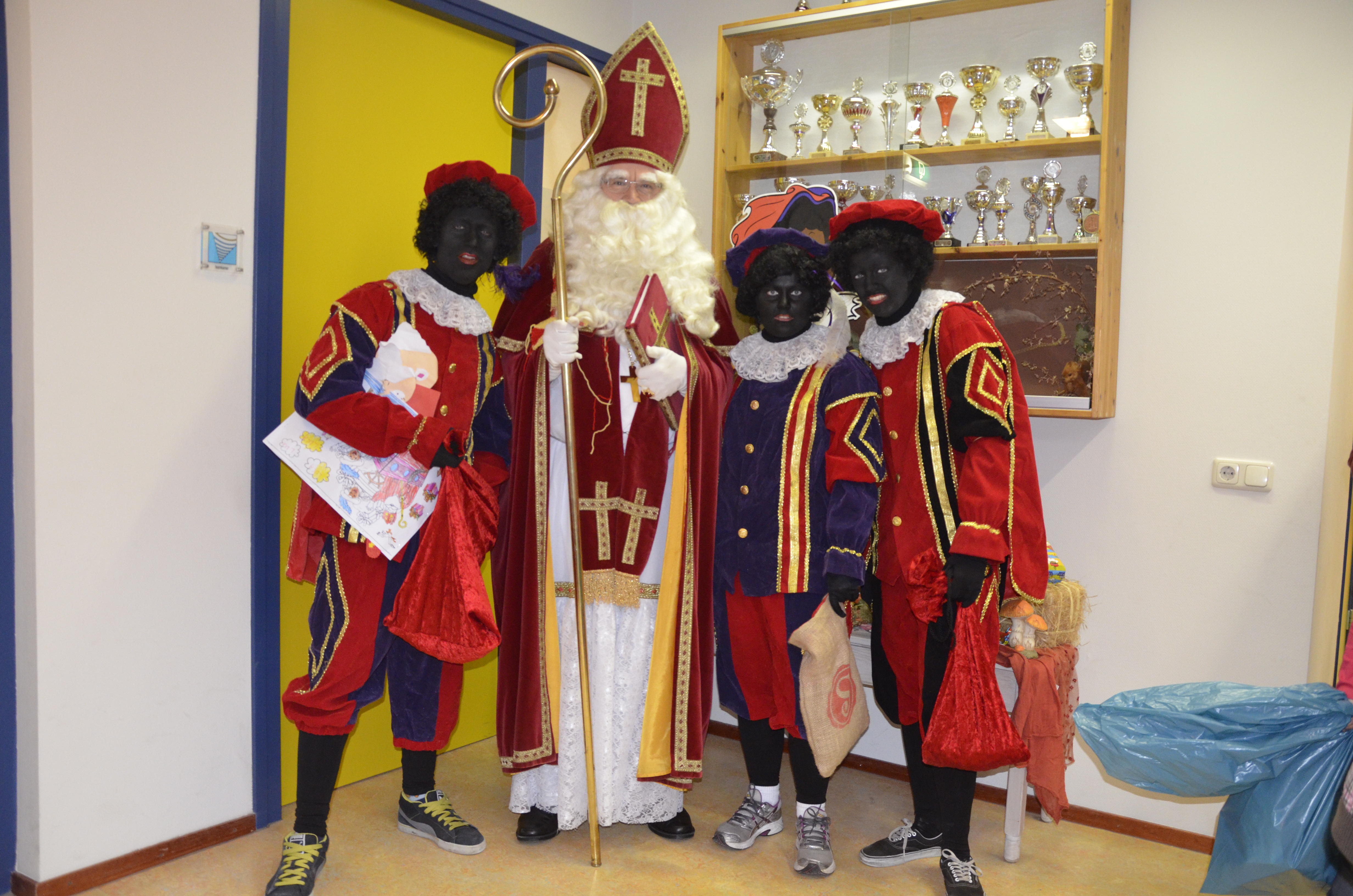
Sinterklaas met Zwarte Pieten op bezoek op een basisschool, 2012
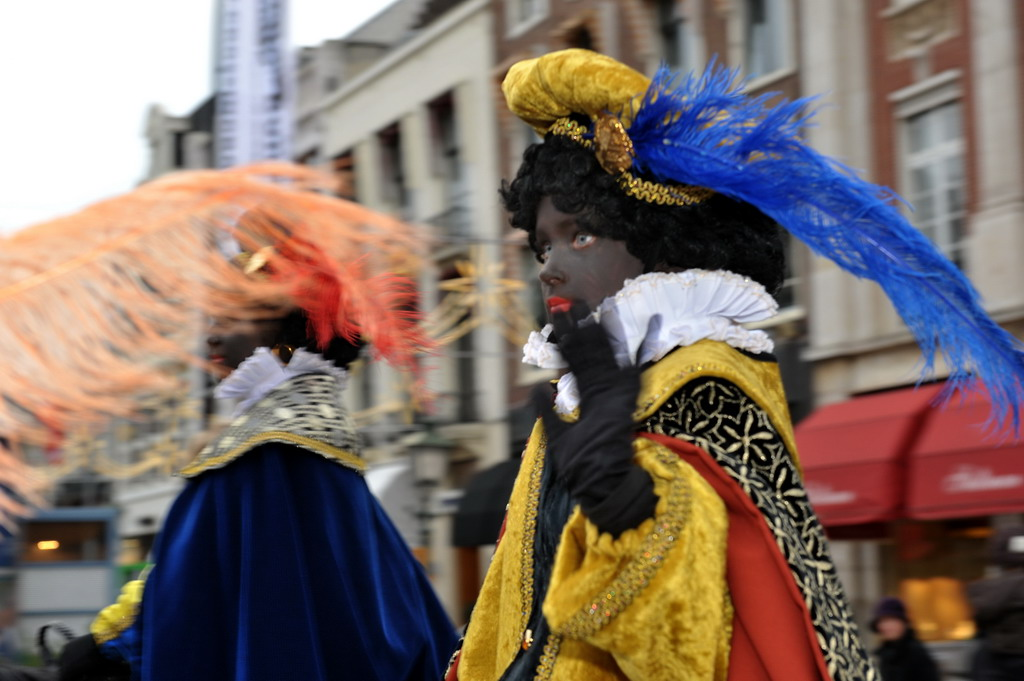
Zwarte Piet met cape, molensteenkraag en baret met veer, 2010

## Geschiedenis

### Voorlopers

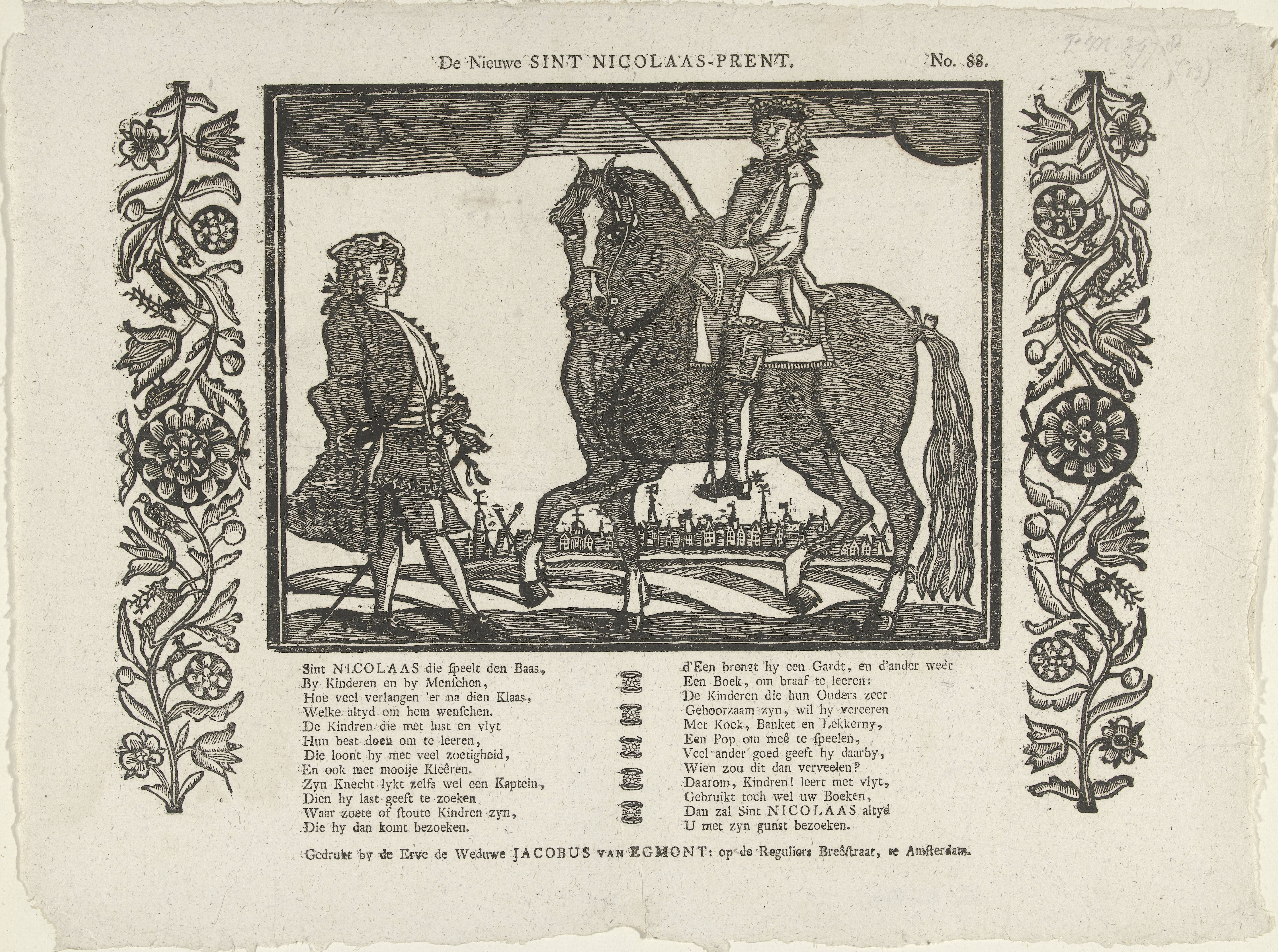
De nieuwe Sint-Nicolaas-prent uit de 2e helft van de 18e eeuw was een hergebruikte prent uit een rijschoolboek en toont eigenlijk een ruiter en een begeleider.

Er zijn in Nederland geen bronnen voor het bestaan van een knecht van Sinterklaas vóór het einde van de 18e eeuw. Rond 1800 verschijnt bij de Erven de Weduwe Jacobus van Egmont te Amsterdam een prentje met de titel De nieuwe Sint-Nicolaas-prent waarop volgens het begeleidende rijmpje naast een Sint-Nicolaas te paard diens knecht te voet is afgebeeld in deftige kleding (als een kaptein), aan wie de Sint opdracht geeft "te zoeken waar zoete of stoute kindren zijn, die hij dan komt bezoeken". De afbeelding is echter geen specifieke beeltenis van de Sint, maar een ruiter te paard en een dresseur met zweep, overgenomen van de gravure L'Épaule en Dedans uit het paardrijschoolboek École de cavalerie, contenant la connoissance, l'instruction et la conservation du cheval uit 1733.
In 1836 schrijft de archivaris Laurens Philippe Charles van den Bergh voor het eerst over den zwarten knecht van St. Nikolaas. In al deze gevallen gaat het om literaire of artistieke verbeelding. Vanaf welk moment de personages van Sinterklaas en zijn zwarte knecht daadwerkelijk werden geënsceneerd, is onduidelijk. Verder is er ook de gelijkenis met de Noord-Duitse traditie van de "kerstman" op een wit paard (soms vergezeld door een helper), die op verschillende plaatsen in gezelschap was van "feeën". Dit waren mannen verkleed als oude vrouwen met zwarte gezichten .
De katholieke Amsterdamse schrijver en dichter Joseph Alberdingk Thijm (1820-1889) herinnerde zich in 1884 dat hij als 8-jarige bij een 'strooiavond' was geweest bij een Italiaans familielid van zijn moeder. De goedheiligman werd daar begeleid door Pieter-mê-knecht, een 'kroesharige neger' die cadeautjes uit zijn korf uitdeelde. Een boekje dat Alberdingk Thijm in 1850 bij wijze van St.-Nicolaasgeschenk aan zijn collega Potgieter gaf, bevat een handgeschreven fictieve dialoog tussen St. Niklaas en een Pieter me knecht. De Rotterdamse pastoor Bernard van Meurs (1835-1915) herinnerde zich uit zijn jeugd in Nijmegen eveneens een optreden van Pieter of Pieterbaas, de knecht van Sinterklaas, wiens komst werd aangekondigd met gerammel van kettingen. Ook had hij een roe bij zich. In 2016 verscheen de documentaire Wild Geraas van journalist Arnold-Jan Scheer. In deze documentaire stellen historici dat Zwarte Piet kan verwijzen naar de Moren die al eeuwenlang rondliepen in Venetië. Schilderijen uit de 15e eeuw, zoals Miracolo della Croce a Rialto, laten Moren zien in een klederdracht inclusief baret en veer die gelijkenissen vertonen met die van de huidige Zwarte Piet.

### Boeman vóór 1850

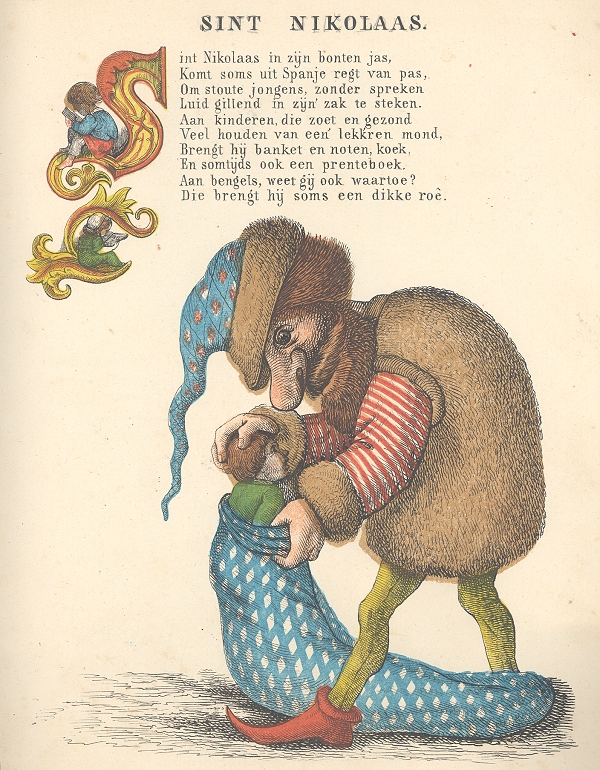
Bewerking van Poccis lustiges Bilderbuch van Franz Pocci, München; 1852.

Een personage in de vorm van een zwarte man of duivelsgestalte bestond in de folklore al langer. Meestal heette hij Klaas, soms was er sprake van namen als Bullebak, Zwarte Man of Piet met de Pooten. Deze man was een vaak bontgeklede gestalte, voorzien van rammelende kettingen, het gezicht soms met roet zwart geschminkt of voorzien van een masker. Soms was hij verkleed als harlekijn en voorzien van belletjes. Hij gaf snoepgoed aan de kinderen, maar werd tevens opgevoerd als boeman om hen tot gehoorzaamheid te bewegen. Deze Zwarte Klaas wordt bijvoorbeeld in 1792 beschreven het weekblad De Joodsche Wandelaar:
Mijn gezicht had ik zwart gemaakt, en ik rammelde zo verschrikkelijk met de ketting, dat het huis er van daverde. Met een holle stem vroeg ik of er ook stoute kinderen waren? Dat ik Sinter Klaas was, die nu reed, om naar jongens te zoeken die niet wilden leren, maar die voor zoete kinderen appelen, noten, kastanjes, en Sinterklaasgoed had.
Het motief van de Zwarte Man als boeman die stoute kinderen komt halen is onder andere te vinden in het gedicht Klaasje en Pietje van Hieronymus van Alphen uit 1778. Klaasje en Pietje zijn in dat rijm overigens de kindernamen.
De naam zwarte Piet werd ook wel gebruikt als een van de bijnamen van de duivel, of zoals hij in Vlaanderen werd genoemd: Pietje Pek. Ook werden onder deze naam koboldachtige wezens of andere aardgeesten begrepen. De bijnaam 'Zwarte Piet' werd vroeger bovendien wel vaker door en voor rovers en andere misdadigers gebruikt, zoals Pieter Anthonisz. le Fever alias Swarte Piet van Leiden, die in 1695 in Amsterdam werd opgehangen. In 1787 plaatste de stad Groningen opsporingsadvertenties voor de 58-jarige timmerman Jean Pierre Murguet alias Zwarte Piet uit Maastricht, die gezocht werd wegens doodslag. Jacob van Lennep voert in zijn roman Ferdinand Huyck uit 1840 de beruchte Zwarte Piet op, die 'vroeger in de West-Indiën heeft geëxcerceerd het bedrijf van zeeroover, en nu, bij gebrek van beter, zich met straatschenderij geneert'. Het was echter ook een gewone bijnaam, die veelal betrekking had op de haarkleur of kledij van de betrokkene.
Allison Blakeley, historicus te Boston, schreef in 1993 een boek over stereotiepe uitbeelding van zwarte mensen in Nederland. Hij sluit niet uit dat de sinterklaasgestalte in de eerste eeuwen na de reformatie geregeld opgevoerd werd als een duister figuur, juist vanwege het taboe dat er bestond op het vereren van katholieke heiligen. Dat zou ook verklaren waarom de Ouwe Sunderklazen of Klaasooms op de Waddeneilanden soms zwartgemaakte gezichten of maskers op hebben. Volkskundigen gaan ervan uit dat de boeman – onder invloed van het protestantisme – Sint-Nicolaas heeft verdrongen en ook diens naam heeft overgenomen. Daardoor kon de gestalte van de zwarte Sinterklaas tegenstrijdige elementen in zich verenigen.
Men had, voor tijden, en heeft nog wel hier en daar, de kwade gewoonte, dat men, op den dag, die aan eenen roomschen Heiligen, St. Nikolaas genaamd, gewijd is, kerels verkleedde en zwart maakte, die dan dien Heiligen moesten verbeelden, met rammelende kettingen aan de huizen rond gingen en de kinderen bang maakten. Den zoeten kinderen gooiden zij lekkers toe, en sloegen vaak de stoute jongens, welken zij ook eene roede bragten. [...] Ik had eenen broeder, die wat wild was. Mijne ouders meenden hem te temmen, wanneer zij op St. Nicolaas, eenen zwarten man op hem afzonden. [...] Men maakte hem wijs, dat St. Nikolaas hem mede nemen zou. Toen hij nu dien zwarten kerel zag, werd bij zoo bang, dat hij, over zijn gansche lijf, beefde. Hij kreeg zware galkoortsen en stierf 'er aan.

Bronnen uit andere delen van Nederland en het aangrenzende Noord-Duitsland lijken het bovenstaande te bevestigen. Een Groningse beschrijving uit het einde van de 18e eeuw verhaalt hoe op sinterklaasavond mannen verkleed als duivels bij de huizen aanklopten, op zware houten klompen, voorzien van kettingen, met een masker (scherbelskop) op en een koeienhuid met horens omgeslagen. Met holle stem vroegen ze: "Zijn hier ook stoute kinderen?" En als kinderen tegenstribbelden, vroegen de ouders soms: "Nu, als gij stout zijt, dan wil ik de zwarte man, met de lange baard, halen".
In het overwegend protestantse Noord-Duitsland zijn er vergelijkbare gestalten, die – net als in Nederland – eigenschappen van Sinterklaas en een zwarte boeman combineerden. Op het Oost-Friese eiland Wangerooge heette de verbasterde duivelsgestalte Sunnerklaus. Hij ging op kerstavond samen met zijn knecht Greifan alle huizen langs en ondervroeg de kinderen of ze al konden bidden. Ze moesten beloven gehoorzaam te zijn en hem een hand geven. Ze kregen dan een krakeling. Daarbij werd bovendien een verbasterde versie van het bekende Nederlandse sinterklaaslied gezongen: Sünnerklaas, du hilge Mann, Treck die beste Sabbat (tabberd) an. Men meende dat de goedheiligman met zijn schimmel over het wad was komen aanrijden. In het Jeverland deed Knecht Ruprecht omstreeks 1870 de ronde op een wit paard. In de Vierlande bij Hamburg had hij een lange baard, een zwartgemaakt gezicht of een papieren masker, hoge laarzen en een wit laken met een strooien touw omgebonden. Andere namen voor deze gestalte waren Klas Bur, Aschenklas (genoemd naar de buidel met as, waarmee stoute kinderen geslagen werden) of Bullerklas (Westfalen en Nedersaksen; de laatste genoemd naar het lawaai dat hij maakte), Pulterklas (Dithmarschen), Ruhklas of Klingklas (Mecklenburg). Deze Ruhklas, met een koeienvel omgeslagen, werd begeleid door zijn knecht Rumpsack. De hiermee verbonden maskerades en lawaaioptochten die oorspronkelijk op Sint-Nicolaas of Sint-Maarten plaatsvonden, kregen later een plek op kerstavond of oudejaarsavond. Maarten Luther spande zich persoonlijk in om het katholieke sinterklaasfeest naar kerstavond te verplaatsen. Alexander Tille geeft in zijn boek Die Geschichte der Deutschen Weihnacht (1893) een serie voorbeelden van 17e-eeuwse kerstoptochten, waarbij een Christusfiguur met lange baard werd begeleid door groepen engelen en zwarte knechten verkleed als harlekijn of hansworst. De zwarte gestalten drongen de huizen binnen om de kinderen te intimideren.
In de Nederlanden bestond niettemin een verschil tussen protestantse en katholieke gebieden. De sinterklaasgestalte van een bisschop te paard was in een katholieke streek als Noord-Brabant al aan het einde van de 18e eeuw in zwang. De zwarte boemangestalte die vóór 1800 meestal als Sinterklaas maar soms ook als Zwarte Piet werd betiteld, kwam daarentegen vooral in Noord-Nederland voor. Opvoedkundigen waarschuwden vanaf het einde van de 18e eeuw tegen de negatieve invloed van de traditionele boeman- en sinterklaasgestalten die bij kinderen vooral angst opriepen. In sinterklaasliedjes, teksten en op afbeeldingen (zoals koekplanken) kwam steeds vaker het beeld naar voren van een goedheiligman met een witte baard op een wit paard, die over de daken reed en cadeautjes door de schoorsteen wierp. Er zijn aanwijzingen dat men vanaf het begin van de 19e eeuw (en vooral in katholieke kringen) de goedheiligman daadwerkelijk is gaan uitbeelden als een levend personage, terwijl zijn tegenhanger werd omgevormd tot zwarte knecht en beladen met etnische stereotypen.
Net als in Nederland heeft men ook in Duitsland rond 1800 geprobeerd bestaande tradities 'beschaafder' te maken. Het is mogelijk dat de zwarte helper van de Sint – net als het gebruik van de kerstboom – tevens via Duitse immigranten in Nederland bekend is geraakt. Een mogelijke voorloper van de nieuwe zienswijze is een Duits boekje uit 1803 (of eerder), Amaliens Beschäftigung froher Stunden van C.A. Stegmann (pseudoniem voor Georg Peter Dambmann te Darmstadt). Hierin staat het gedicht Der Weihnachtsmann und sein Knecht Ruprecht. De Kerstman wordt hier voorgesteld als 'een Turk', vergezeld door Knecht Ruprecht, een als zwarte slaaf verklede hulp.

### Jan Schenkman als vernieuwer

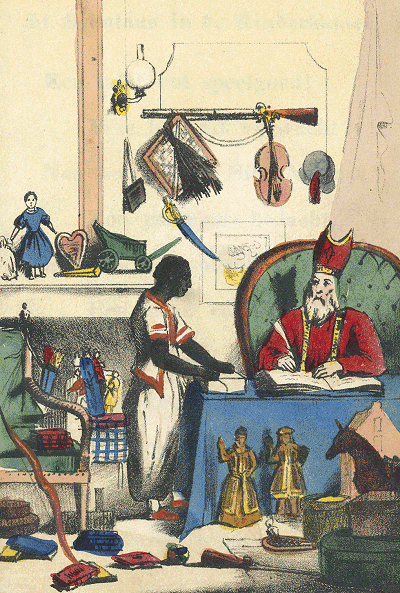
Een van de eerste afbeeldingen van een zwarte knecht van Sint-Nicolaas, hier nog niet gekleed als een page (Jan Schenkman; 1850).

De vroegst bekende afbeeldingen van een zwarte knecht als metgezel van Sinterklaas komen voor in prentenboekjes, waarvan Sint Nikolaas en zijn knecht uit 1850, geschreven door de Amsterdamse onderwijzer Jan Schenkman, de oudste is.
Van dit populaire werkje werden in de loop der jaren verschillende edities uitgegeven. De knecht heeft geen naam en wordt in de eerste editie afgebeeld in grof linnen kleding, mogelijk matrozenkleding uit die tijd. Er zijn geen bronnen gevonden waaruit blijkt dat Jan Schenkman met Zwarte Piet bewust een slaaf wilde nabootsen. 
In de derde editie verschijnt de knecht met pofbroek, baret en het "algehele uiterlijk van een page". Waar de illustrator dit beeld op heeft gebaseerd is onbekend. Mogelijk is er een relatie met de ca. 15-jarige Nubische jongen die door prinses Marianne was gekocht op een slavenmarkt in Caïro. Een andere theorie is dat de figuur is gebaseerd op de zwarte pages die rijke kooplieden als bediende hadden en die op schilderijen werden afgebeeld. Huidige onderzoekers gaan er in elk geval van uit dat het boekje van Schenkman grote invloed heeft gehad op de sinterklaasviering in Nederland. Er bestond "in het Amsterdam van die tijd duidelijk een voedingsbodem om het sinterklaasfeest te veranderen", stelt onderzoeker John Helsloot. Een nieuw uitgevonden Zwarte Piet paste daarom beter in het gewenste beeld dan de oude zwartgemaakte 'Klazen'.

### Veranderingen na de introductie

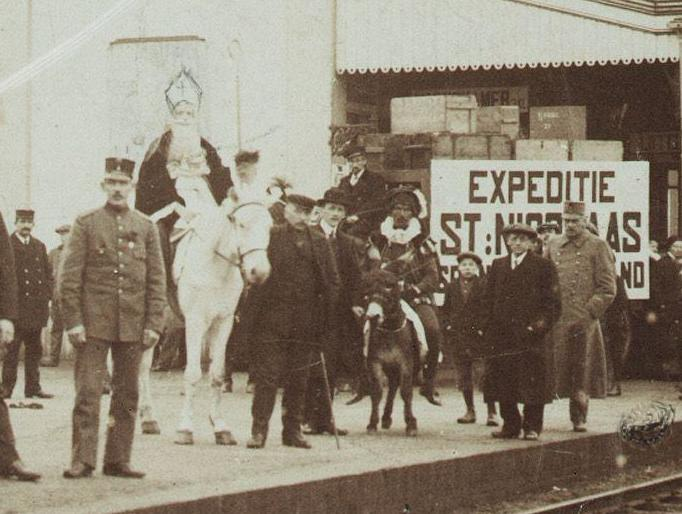
Ontvangst van Sinterklaas en Zwarte Piet (op een ezel) op station Purmerend; 5 december 1885.

De zwarte knecht werd na de bewerking door Schenkman moment snel populair. In een artikel uit 1859 wordt beschreven dat menige sinterklaas zich laat 'vergezellen door een ander personaadje, een neger die onder den naam van Pieter mijn knecht niet minder populair is dan de Heilige Bisschop zelf'. Oudere elementen als de zwarte boeman werden in het feest geïntegreerd; het verkleedritueel van de opgeschoten jeugd werd omgebogen in de gewenste richting. Zwarte Piet had in deze tijd nog niet zijn huidige naam; zo is hij op een centsprent uit 1870 afgebeeld als een schoorsteenveger met de naam Zwartjan. Ook Zwartejan is enige tijd in gebruik geweest.
De figuur van de zwarte helper was in 1884 inmiddels een bekend verschijnsel geworden in Amsterdam; in dat jaar deelden Sinterklaas en een zwarte knecht cadeaus uit op "Het kinderfeest in den Parkschouwburg" en organiseerde de eigenaar van een kledingzaak een intocht, waarbij Sinterklaas arriveerde per gondel die door Pieter-me-knecht werd bestuurd. In prentenboeken uit deze tijd wordt Zwarte Piet ook wel afgebeeld als rijdend op een ezel, naast Sinterklaas. Na 1890 krijgt Zwarte Piet de rol van bestraffer van stoute kinderen: hij gaat rammelen met kettingen en slaat soms met de roe.
De tot nu toe oudst bekende foto waarop een zwarte knecht voorkomt dateert van 1885 met de aankomst van Sinterklaas en Zwarte Piet, te paard en te ezel, op het station Purmerend. Een andere vroege foto dateert van 6 december 1891. Hierop is de sinterklaasviering afgebeeld aan boord van het marineschip Hr.Ms. Koningin Emma op de Atlantische Oceaan. Een jaar later werd deze foto gepubliceerd in het tijdschrift Eigen Haard.
Tegen 1895 was de naam Zwarte Piet overal in zwang geraakt. Andere, meest regionale namen bleven echter nog een hele tijd in zwang, zoals Assiepan, Jacques Jour of Sjaak Sjoor (Noord-Brabant), Sabbas (Zeeland), Hans Moef, Hans van Vese (of Hansje van Kese), Jan de knecht, Krik-krak, Micheltje, Nicodemus, Pieterbaas, Pieterman, Pikkie, Robbert en Trappadoeli.
Al aan het einde van de 19e eeuw werden bij openbare sinterklaasvieringen soms 'zwarte knechten' (en andere figuranten) ingezet.
Direct met de introductie van Zwarte Piet in levenden lijve werd zijn huidskleur zwarter dan in het voorbeeld van Jan Schenkman. In 1911 werd al uitgelegd dat Zwarte Piet zijn kleur te danken zou hebben aan het klimmen in schoorstenen bij het rondbrengen van cadeaus. In Vlaanderen werd de associatie met roet gemeengoed vanaf 1992, toen die verklaring in het tv-programma Dag Sinterklaas werd gegeven.
Sinds 2014 verdwenen door de zwartepietendiscussie over het stereotiepe karakter van de traditionele piet sommige kenmerken. In dezelfde tijd zijn ook roetpieten met een blank gelaat met enkele zwarte vegen van roet ontstaan in grote steden – roet dat het gevolg zou zijn van het klimmen in schoorstenen. Andere varianten uit deze tijd zijn regenboogpieten, witte pieten en edelpieten. De eerste vermelding van witte pieten in Nederland dateert overigens van 1925 en betreft niet Amsterdam, maar Tilburg.

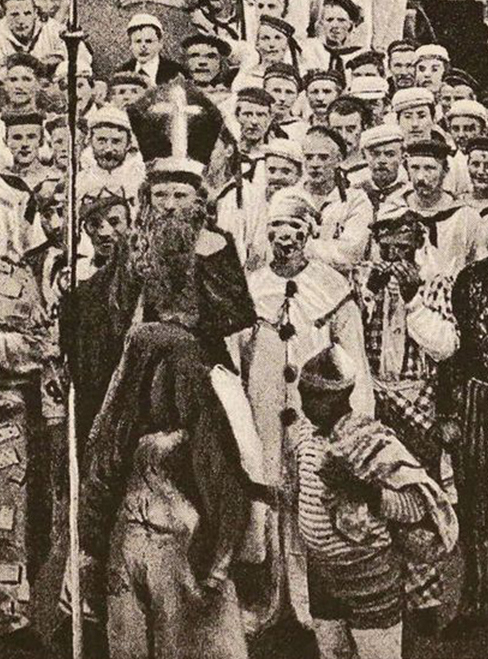
Sinterklaasviering op de Hr.Ms. Koningin Emma, 6 december 1891
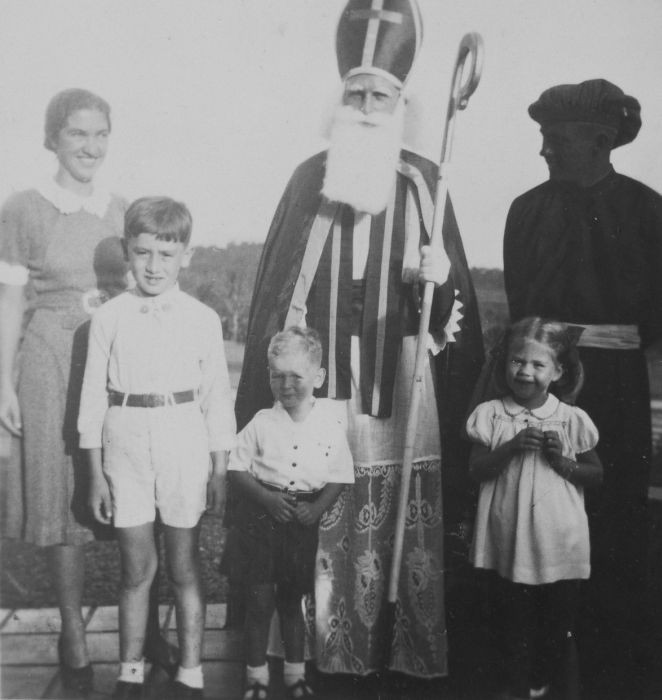
Bezoek van Sinterklaas en Zwarte Piet aan een Nederlandse familie in Nederlands-Indië, 1939, Wereldmuseum Amsterdam.
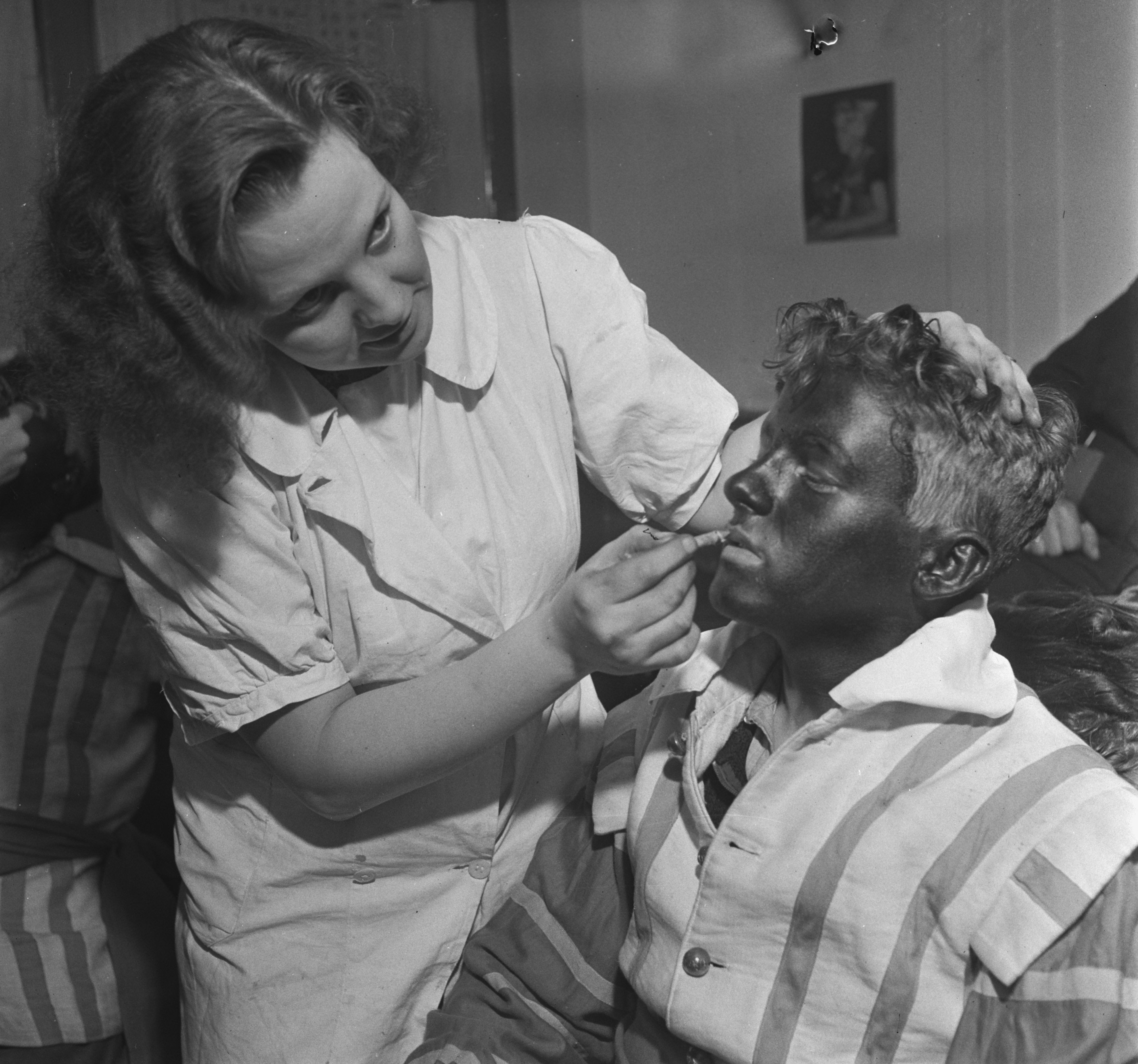
Zwarte Piet wordt zwart geschminkt, 1945
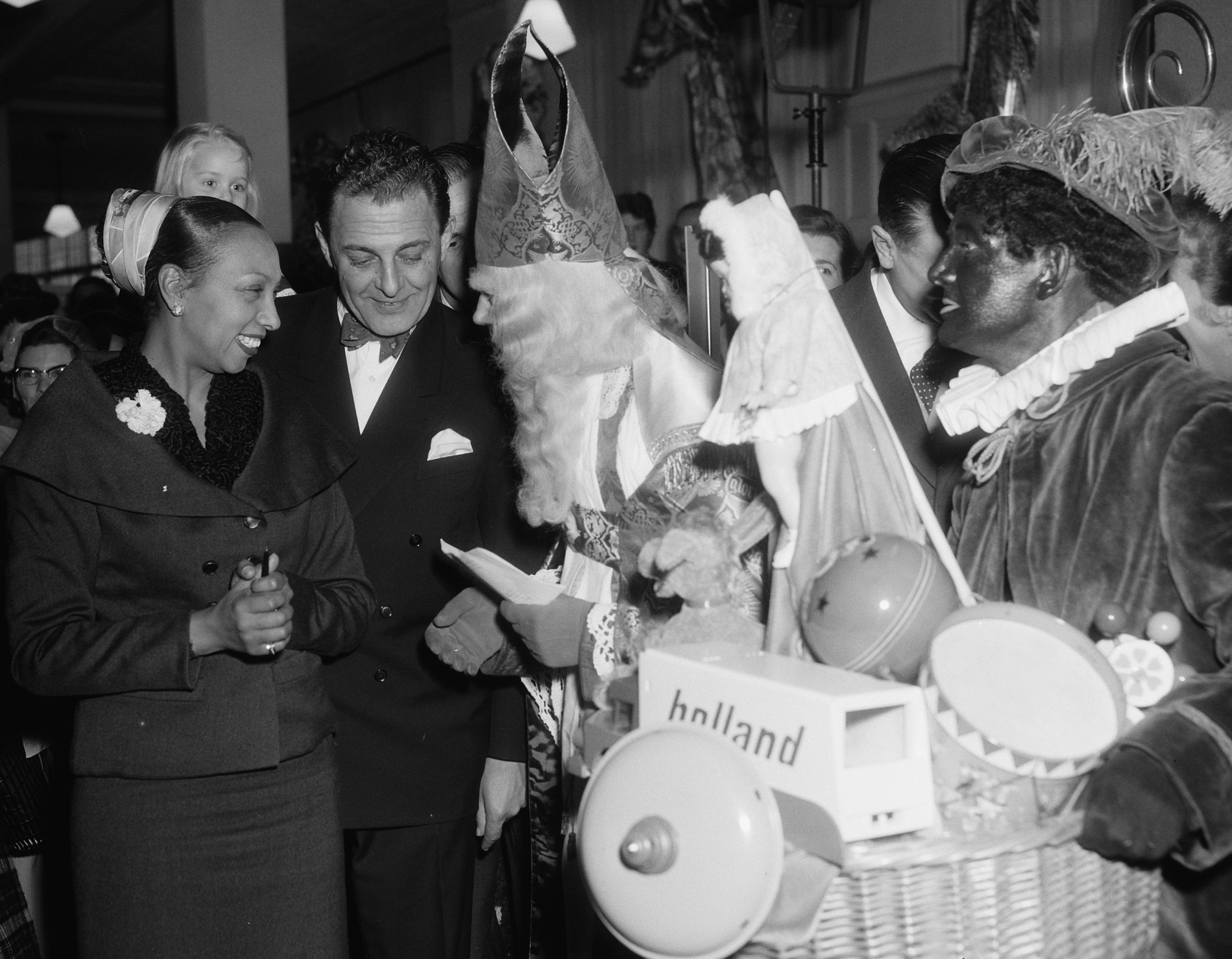
Josephine Baker ontmoet Sinterklaas en Zwarte Piet in Amsterdam, 1957
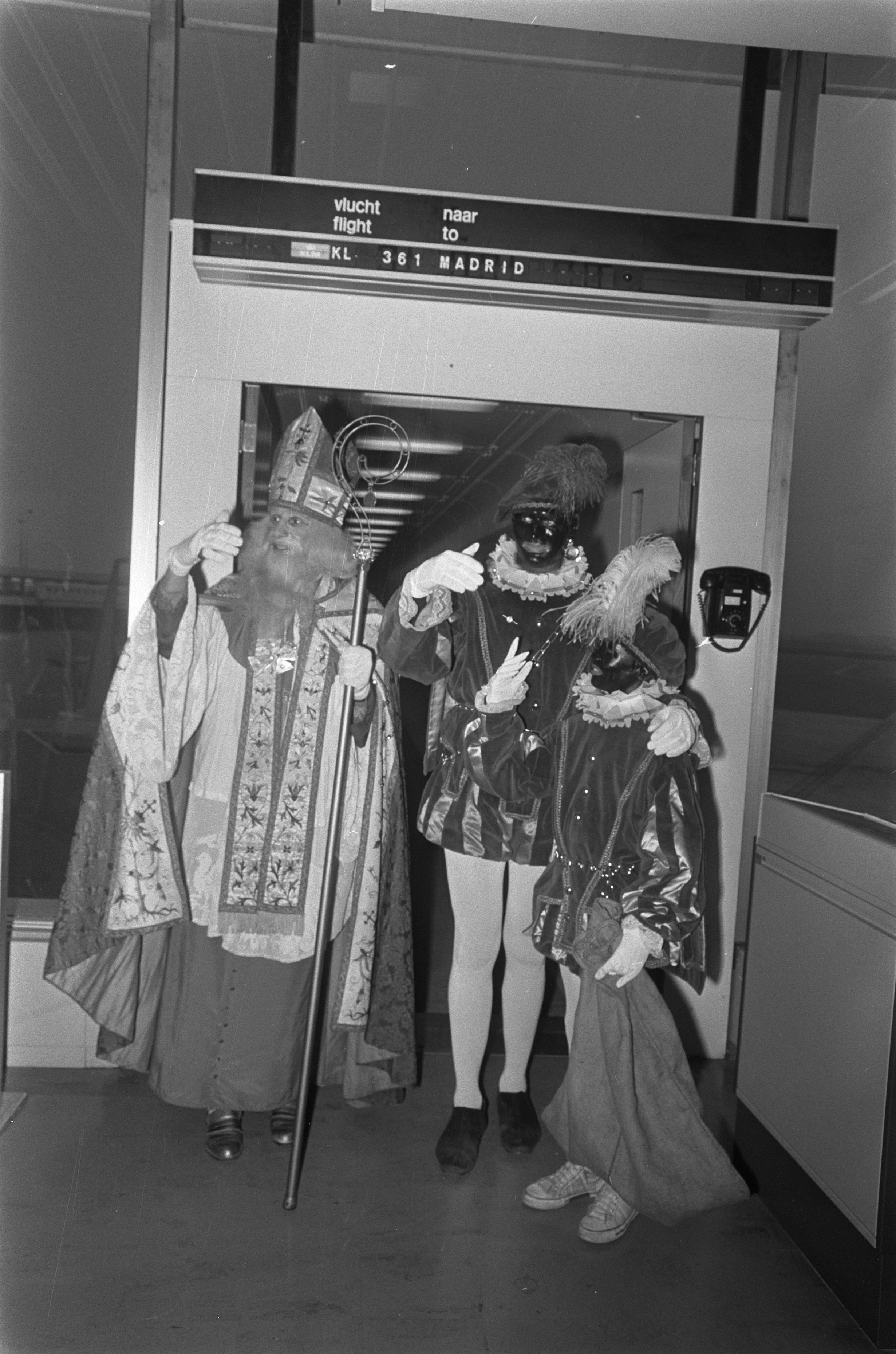
St.-Nicolaas en Zwarte Piet voor ze het vliegtuig in gaan, 1968
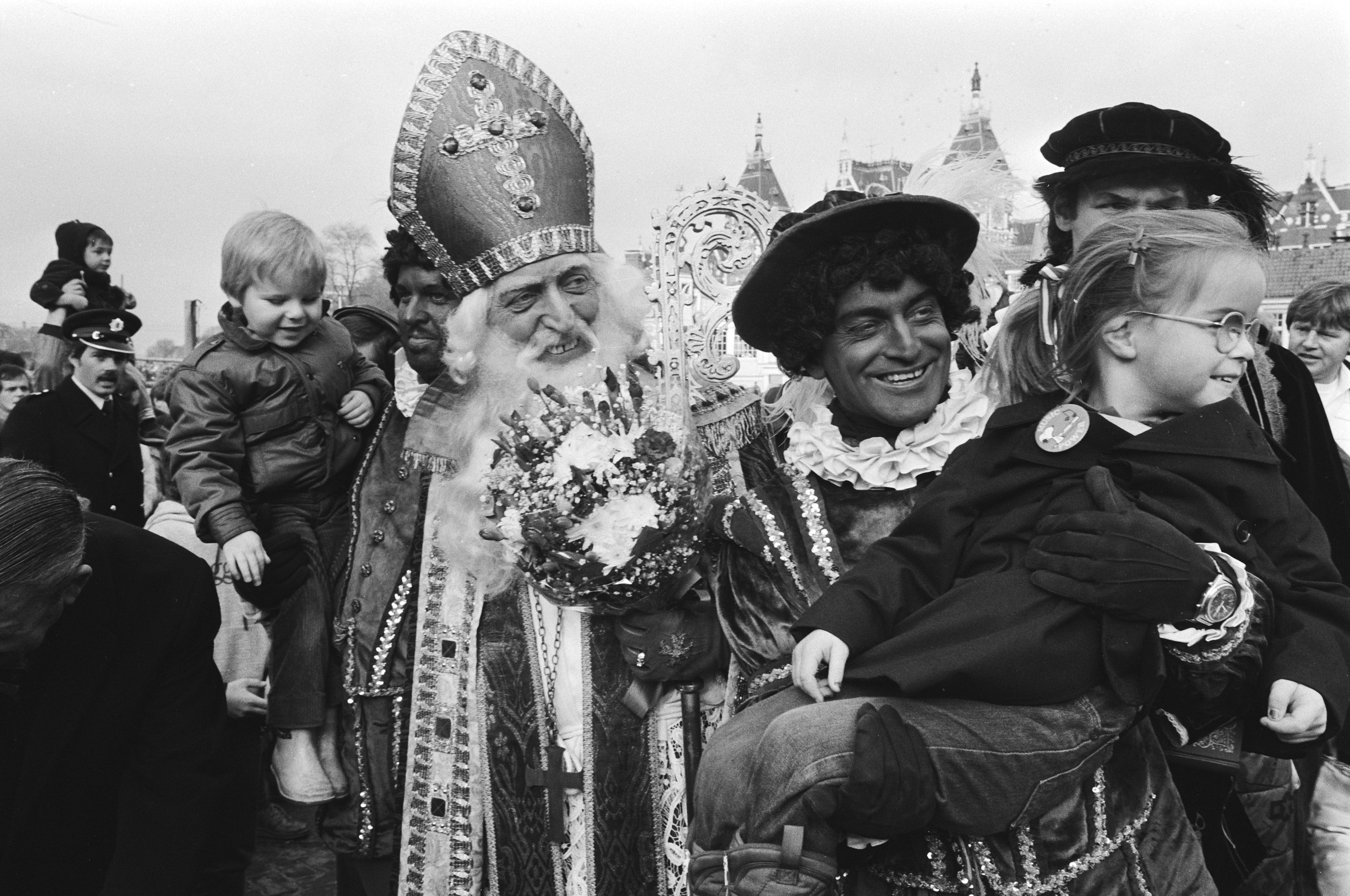
Sinterklaas en Zwarte Piet, 1982
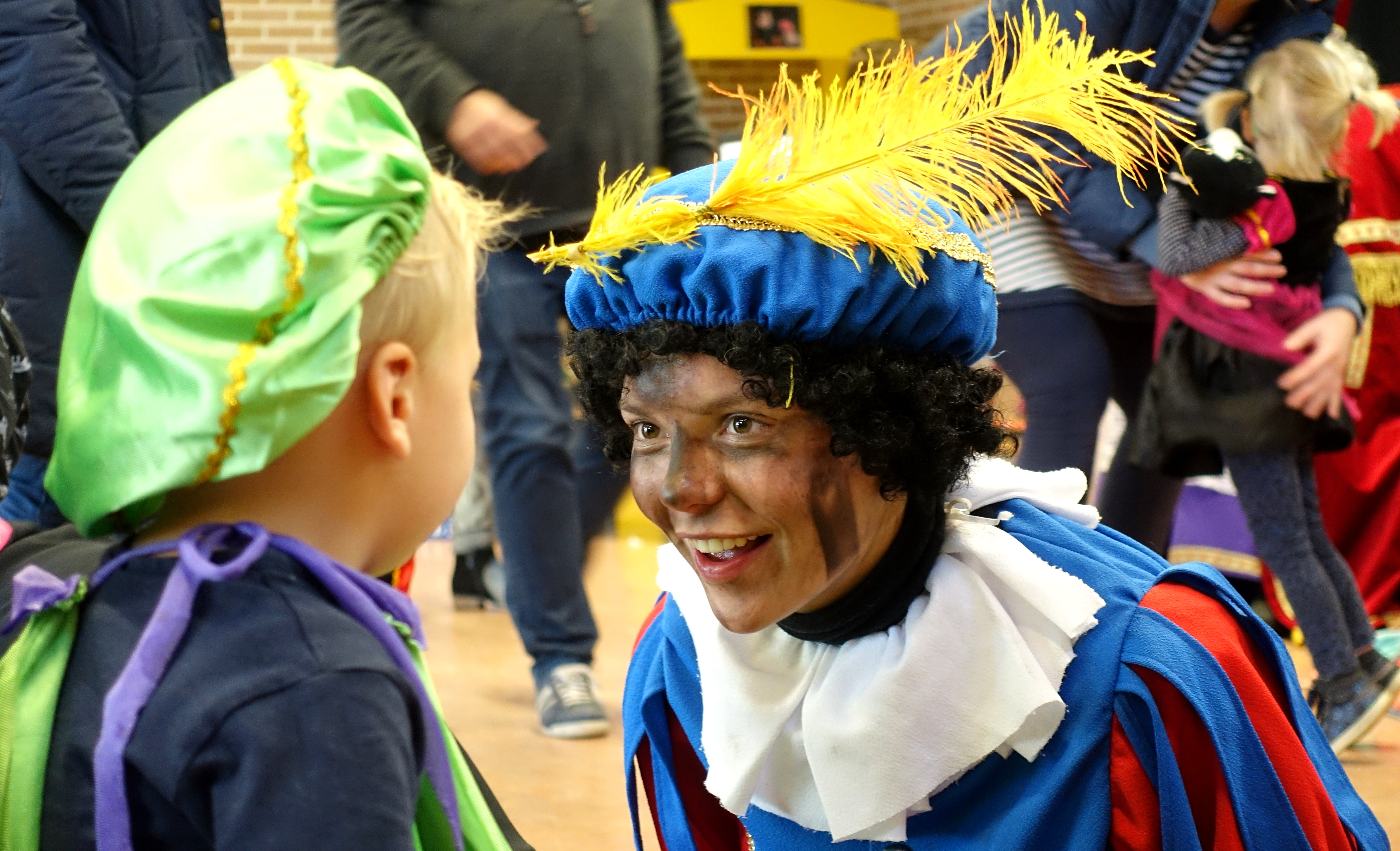
Een roetveegpiet, 2019

### Aantal Pieten

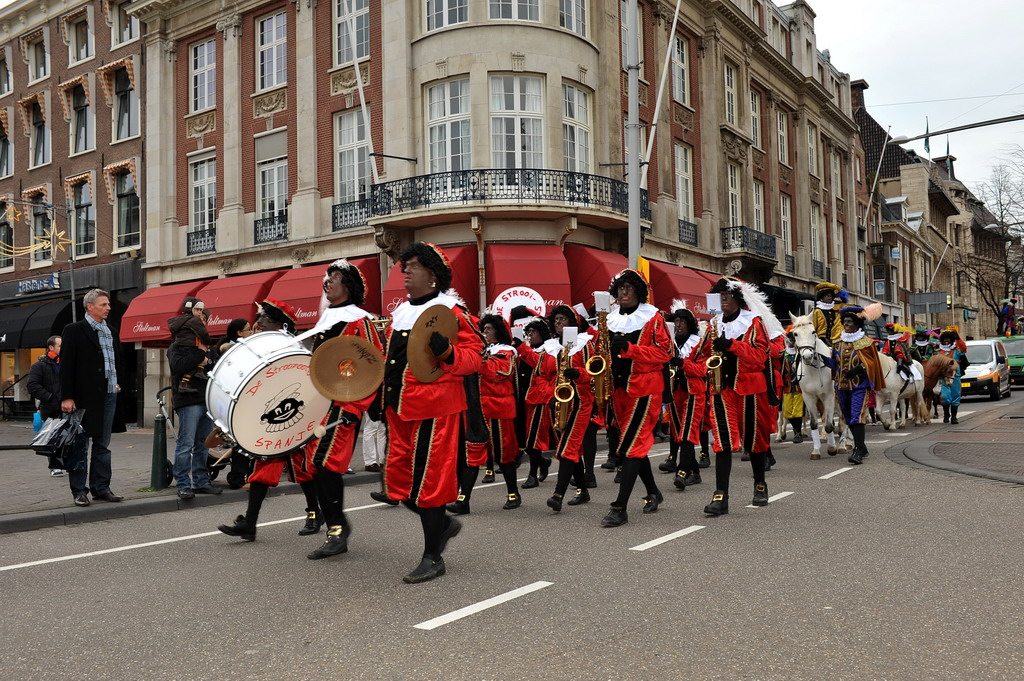
Zwarte Pieten spelen in een fanfare tijdens een intocht

Het aantal Zwarte Pieten dat Sinterklaas vergezelde nam toe. In 1924 had Sinterklaas bij de intocht in Amsterdam nog slechts één zwarte knecht bij zich. In 1934 waren daar inmiddels zes Zwarte Pieten aanwezig: Surinaamse matrozen van een schip dat in de haven lag. Ook in de rest van Nederland en in Nederlands-Indië doken in de jaren dertig Zwarte Pieten op.
Het aantal Zwarte Pieten groeide gestaag. Na de Tweede Wereldoorlog organiseerden Canadese militairen in Nederland een sinterklaasviering met een massa Zwarte Pieten.
In 2013 waren er bij de intocht van Sinterklaas in Amsterdam meer dan 600 (ook vrouwelijke) Zwarte Pieten.
In liederen en verhalen wordt veelal toch van één Piet gesproken; de meeste oude teksten zijn nooit aangepast.
De Pieten gedragen zich in de 21e eeuw als acrobaten en grappenmakers en halen kwajongensstreken uit. Elke Piet heeft, vooral bij de televisie-uitzendingen, een eigen taak in de logistiek van het sinterklaasfeest gekregen. Zo zijn er inkooppieten, inpakpieten, magazijnpieten, jongleerpieten en transportpieten.

### Ontwikkeling naar kindervriend
Tot ver in de tweede helft van de 20e eeuw werd Zwarte Piet geregeld voorgesteld als een onderdanig, niet al te slim, gebrekkig Nederlands sprekend en grappig hulpje van Sinterklaas. Kinderen hoefden niet echt bang voor hem te zijn. Anderzijds was hij soms ook juist een wijze alleskunner ("Alles ziet die slimme Piet, zich vergissen kan hij niet", aldus het sinterklaaslied Op de hoge, hoge daken). 
Vanaf de immigratie van veel Surinamers sinds onafhankelijkheid van Suriname in 1975 ging Piet zich in Nederland vaker van een brabbeltaaltje met Surinaams accent bedienen, en werd zijn zwartheid soms als etnisch gezien. Nederlanders raakten steeds meer bekend met de behandeling van zwarte Afrikanen in het verleden. Om tegemoet te komen aan bezwaren tegen het stereotiepe uiterlijk, werden kroeshaar, oorringen en breed geschminkte lippen in het begin van de 21e eeuw langzamerhand verminderd. Door kleurveranderingen werd duidelijk gemaakt dat er geen sprake was van een negroïde huidskleur.
Een andere belangrijke verandering die Zwarte Piet doormaakte, was dat hij in de loop der tijd steeds minder als kinderschrik ging fungeren. In de 19e eeuw werd van Zwarte Piet vaak verteld dat hij het hele jaar door voor Sinterklaas bekeek wat de kinderen deden (hiervan getuigt de liedtekst "Pieter gluurt door elke schoorsteen, en bericht de goede Sint, die geduldig staat te wachten, ieder ongehoorzaam kind"). Was een kind stout, dan liep het het risico dat het in de zak werd meegenomen naar Spanje, alwaar het zich voor de Sint moest uitsloven (zie ook de man met de zak, een mythisch wezen dat in de hele wereld bekend is). Tot de jaren tachtig van de 20e eeuw droeg Zwarte Piet dan ook een roe en een zak waarin niet alleen snoepgoed, maar ook de plak (een strafwerktuig) zou zitten (in De zak van Sinterklaas wordt hiernaar expliciet verwezen). Zo moest hij stoute kinderen afschrikken; brave kinderen werden met snoep en cadeautjes beloond. 
Onder druk van veranderende opvoedkundige inzichten verdween dit dreigende element gaandeweg helemaal uit het karakter van Piet. Vanaf medio 20e eeuw ontwikkelde Piet zich veel meer tot een kindervriend, die dikwijls de verstrooide oude Sinterklaas moest corrigeren of aanvullen. Piet was nu uitsluitend de persoon die de pepernoten en/of ander snoepgoed uitdeelt en komt strooien. De zak had hij nog wel bij zich, maar hierin zat nu alleen strooigoed. Het verhaal dat er ondeugende kinderen in de zak werden gestopt werd losgelaten. De latere Zwarte Piet had ook het attribuut van de roe niet meer bij zich.

### Sint-Maarten en Sint-Pieter
Sint-Maarten wordt soms bijgestaan door een Zwarte Piet, zoals in de streek rond Veurne en Ieper (zie ook overlapping met sinterklaasfeest) en in het verleden ook in Venlo. In het Friese dorp Grouw werd Sint Piter vergezeld van Swarte Pyt. In 2020 werd deze vervangen door de natuurmens Aldemar.

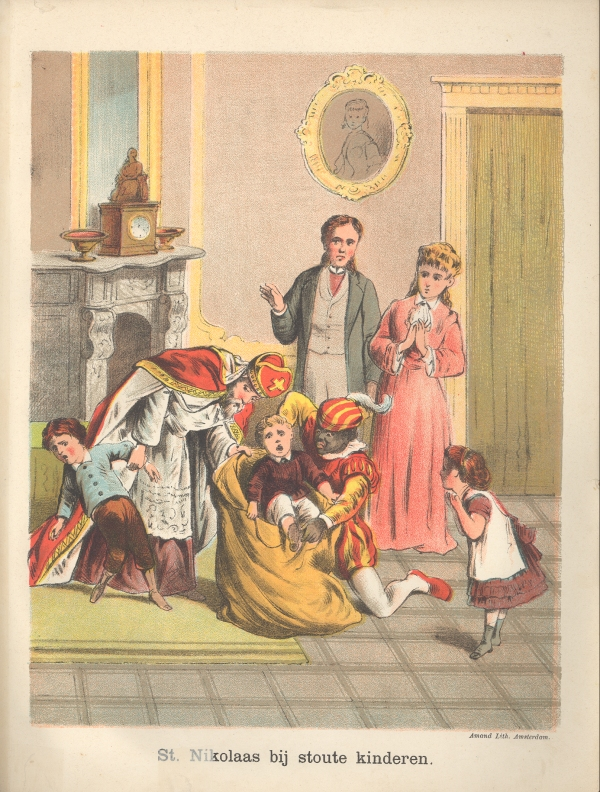
St.-Nikolaas bij stoute kinderen; 1885.
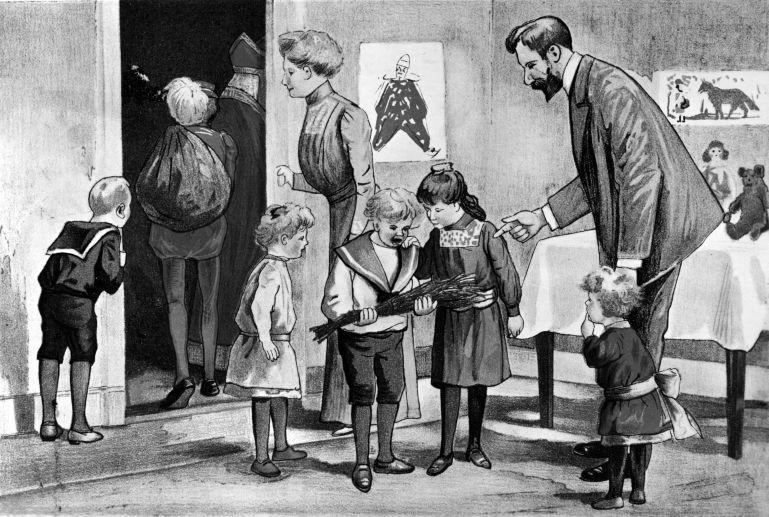
Sinterklaasavond: tekening van gezin waarvan het zoontje zojuist de roe heeft gekregen. Sint-Nicolaas en Zwarte Piet vertrekken net.

## Herkomst
De huidige figuur van Zwarte Piet is waarschijnlijk een verbinding van verschillende overleveringen, zoals de Moor, de schoorsteenveger, de duivel en de boeman. Nadat het boekje Sint Nicolaas en zijn knecht van Jan Schenkman aan populariteit had gewonnen, werd de voorstelling van de Moor overheersend. De huidige invulling van een donkere gestalte als schaduwfiguur van Sinterklaas is alleen in Noord-Europa gangbaar.
Over de herkomst van Zwarte Piet zijn de meningen verdeeld. De oudste afbeeldingen waarop een zwarte knecht staat afgebeeld dateren uit het midden van de 19e eeuw. In Nederlandse en Belgische bronnen vóór het einde van de 18e eeuw wordt Sinterklaas in de regel alleen opgevoerd.
In de 19e-eeuwse beschouwing van de Germaanse mythologie zag men in de figuren van Sinterklaas en Zwarte Piet de afspiegeling van de god Wodan en de zwarte raven Huginn en Muninn. Er zou een verband tussen de zwarte raven en de figuur van Zwarte Piet zijn. De roe zou een vruchtbaarheidssymbool zijn. Het grootste deel van deze theorieën wordt echter door hedendaagse volkskundigen als achterhaald beschouwd. 
Volgens de katholieke volkskundige Karl Meisen stammen deze duistere figuren eerder uit de bedeloptochten die de leerlingen van middeleeuwse kloosterscholen hielden. Daarbij werd een van de jongens tot kinderbisschop gekozen, terwijl de anderen zich soms als duivels, afschrikwekkende monsters of wilde dieren verkleedden. De 'heidense' elementen waarnaar vaak verwezen wordt, betreffen echter geen directe voorchristelijke overblijfselen zoals de aanhangers van de 19e-eeuwse mythologie meenden. Hedendaagse volkskundigen wijzen die mogelijkheid – in navolging van Meisen – beslist af. Eerder gaat het om een veelzijdige erfenis die door 16e- en 17e-eeuwse calvinistische instanties met terugwerkende kracht als 'heidens' werd bestempeld.

Dr. C. Catharina van de Graft stelde in haar boek Nederlandse volksgebruiken bij hoogtijdagen uit 1947 dat "Zwarte Piet", "Pieterman" en "Pietje Pek" volksbenamingen zijn voor de duivel: 
De ganse Middeleeuwen door was de in ketenen geboeide duivel een geliefde voorstelling. Aldus ontstond het volksgeloof, dat de heilige Nicolaas op zijn feestdag de duivel in de ketenen sloeg en geboeid met zich meevoerde. Dan moest de duivel (zwart van roet van de hel) hem dienen, de geschenken doen glijden langs de wanden van de wijde schoorsteen, die de geestenwereld met die van de stervelingen verbond, en de stoute kinderen dreigen met de roe. Ten slotte is aan deze duivel nog een gans gevolg van boze geesten toegevoegd."
Cultuurhistoricus Louis Janssen betoogde in 1993 dat de figuur van Zwarte Piet wortels heeft in middeleeuwse dodenoptochten en de heidense voorlopers daarvan.
Daarnaast circuleren er diverse alternatieve populaire verklaringen voor de herkomst van de zwarte knecht, die soms teruggrijpen op 19e-eeuwse theorieën.
- Hij zou afstammen van twee voorchristelijke watergoden, aldus Tonny van Renterghem in When Santa was a Shaman (1995).[68]
- Hij zou gemodelleerd zijn naar de 16e-eeuwse Venetiaanse legercommandant Christofforo Moro (gesneuveld in 1571), wiens zwaard en helm naast de relikwieën van Sint-Nicolaas in de kerk van San Nicolò al Lido werden bewaard.[69]
- Hij zou een Ethiopische zwarte slaaf zijn die door de heilige Nicolaas op een slavenmarkt in Myra werd vrijgekocht.[70]

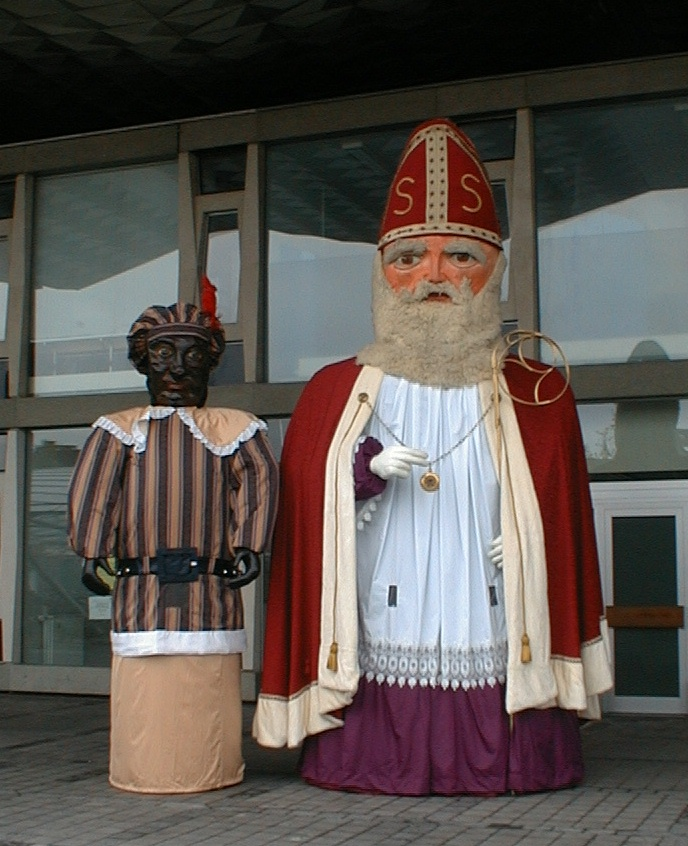
Stadsreuzen uit Sint-Niklaas
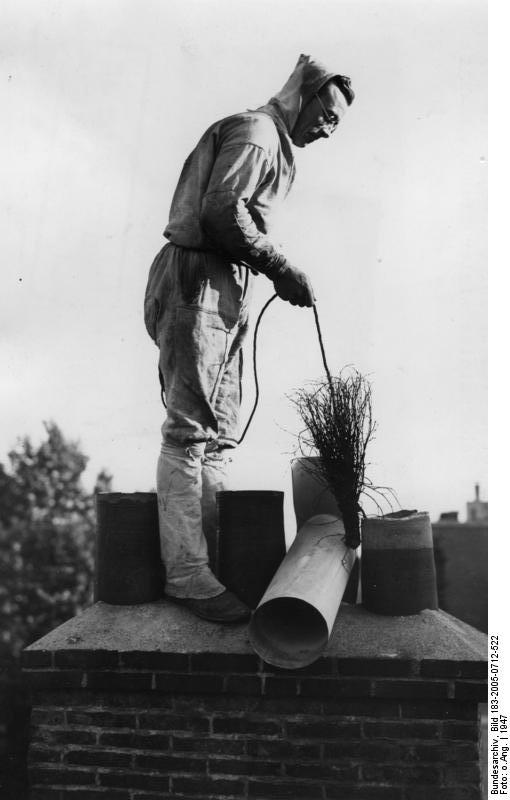
Schoorsteenveger
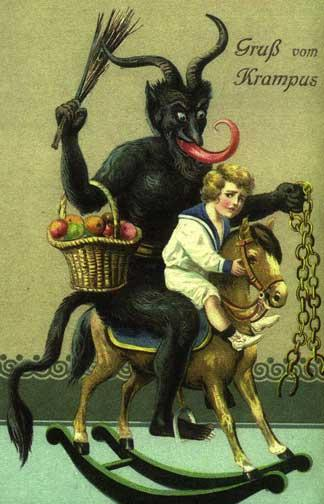
Krampus, 1900
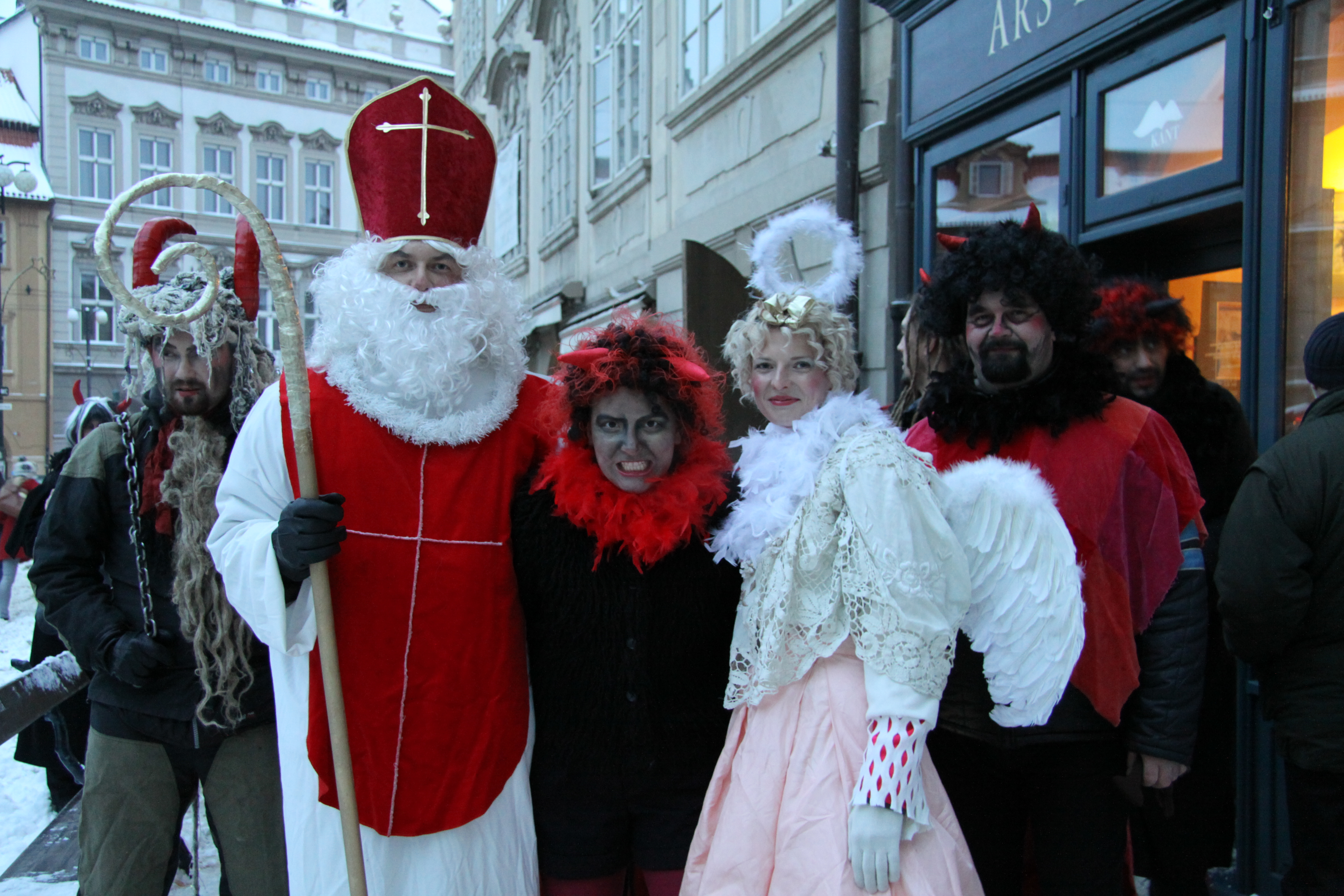
Mikulas, zwartgeschminkte duivels en engelen in Praag anno 2010
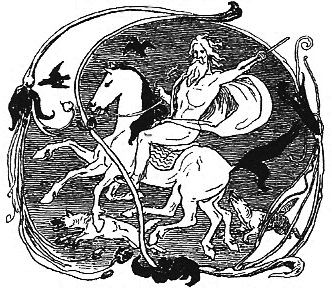
Odin die rijdt op zijn paard Sleipnir, begeleid door de raven Huginn (geheugen) en Muninn (gedachten) en de wolven Geri (gretigheid) en Freki (vrekkigheid)

## In andere landen
Voor Nederland en België is Zwarte Piet een typisch verdichtsel voor de hulp van Sinterklaas, maar ook in de buurlanden komen begeleiders, veelal in een andere verschijningsvorm rond Sint-Nicolaasdag voor. Vaak hebben ze een duister uiterlijk en dragen ze een roe en/of zak. Met name in Midden- en Zuid-Duitsland en in de Alpenlanden zijn deze verklede gestalten vrij algemeen geweest.
- In Midden- en Zuid-Duitsland en in de Alpenlanden werd Sint-Nicolaas begeleid door de vriendelijke knecht Ruprecht, of door een angstaanjagend persoon (soms met bokkenhoorn), zoals Krampus of Percht, die soms luidruchtig met kettingen door de straten sleepten. Meestal waren deze gestalten verbonden met het Sint-Nicolaasfeest, maar soms met het kerstfeest of Sint-Maarten. In Noord-Duitsland werden de kettingen soms vervangen door narrenbelletjes. In het Rheinland[12] kent men de zwartgeschminkte man als Hans Muff.
- Pelznickel, Belschnickel, Belznickle, Belznickel, of Pelznikel kan worden vertaald met 'ranselende Nicolaas'. Ook bij de Duitstalige minderheid in Pennsylvania kende men deze Belsnickel. In streken waar de zwarte gestalte verbonden was met Sint-Maarten, sprak men van Pelzmärtel of Belzmärte. Deze figuur treedt ook zelfstandig op en geeft lekkers aan brave kinderen en kool en een roe aan ondeugende kinderen.
- In Zwitserland heet de begeleider van St. Nikolaus Schmutzli ('viezerik').[71] Sinterklaas wordt tijdens het Klausjagen (Sinterklaasjacht) in Küssnacht door vier Schmutzli's begeleid; ze delen koekjes uit aan het publiek. In Hallwil gaan tijdens het Chlausjagen zes Chlausen langs de woningen; de Joggeli moet een knecht uitbeelden. De Möörech had na de terugkeer van het ooit verboden gebruik een lachend gezicht van een donkere Afrikaan met kroeshaar, maar aangezien hij de Dood moet uitbeelden, kreeg hij een doodsmasker en donkere kleding.
- Noordoost-Frankrijk en Wallonië kennen Père Fouettard (Pater met de roede) als begeleider voor de bisschop Saint-Nicolas. De naam verwijst naar het zweepje, waarmee stoute kinderen bestraft worden.[72] In de Elzas heet de begeleider Hans Trapp.
- In Luxemburg komt Kleeschen of Zinniklos uit de hemel met zijn duistere gezel Houseker. De persoon die de Houseker speelt, wordt soms uitgedost als een paard en meegevoerd aan een ketting. In andere gevallen rijdt hij op een paard of probeert als schimmelrijder te verschijnen. In weer een andere vorm is hij bekleed met stro en draagt hij de ketting zelf.
- Op Ambon (Indonesië) wordt Sinterklas (de Kerstman) geholpen door Om Pit of Suarte Pit, maar ook door Ibu Peri (de toverfee) en dansende Baduts (clowns). Ook hier wordt lekkers uitgedeeld, maar stoute kinderen worden met de roe "geslagen" en in de zak meegenomen.[73]
- Op de Nederlandse Antillen werd Sinterklaas begeleid door Zwarte Pieten; Sinterklaas werd wit geschminkt. Op Curaçao waren er naast Zwarte Pieten als begeleider van Sanikolas ook pieten met alle kleuren van de regenboog en fantasiewezens. Bij de jaarlijkse intocht van Sinterklaas in Aruba werd in 2022 voor het eerst alle zwarte pieten vervangen door gekleurde pieten.[74]

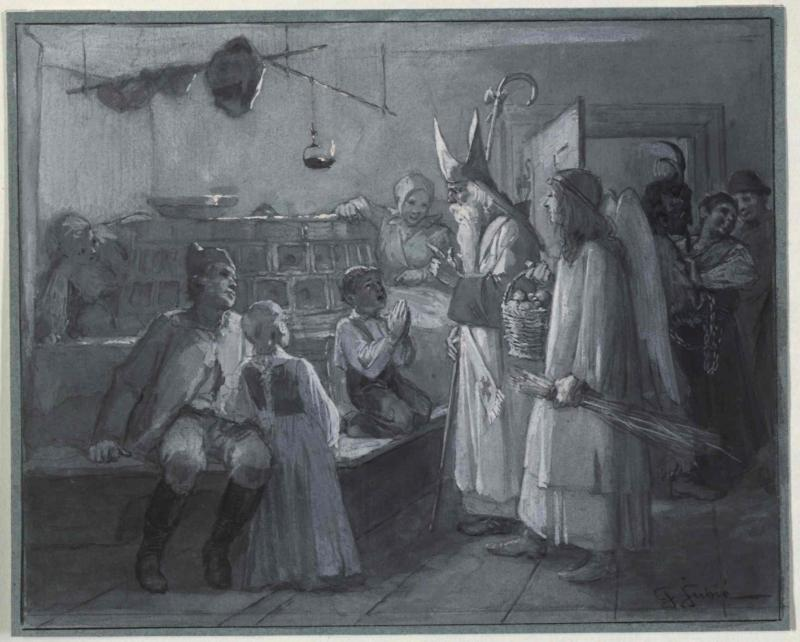
Nikolo en zijn metgezellen (engel en Krampus) in Oostenrijk, Jurij Šubic; 1890.
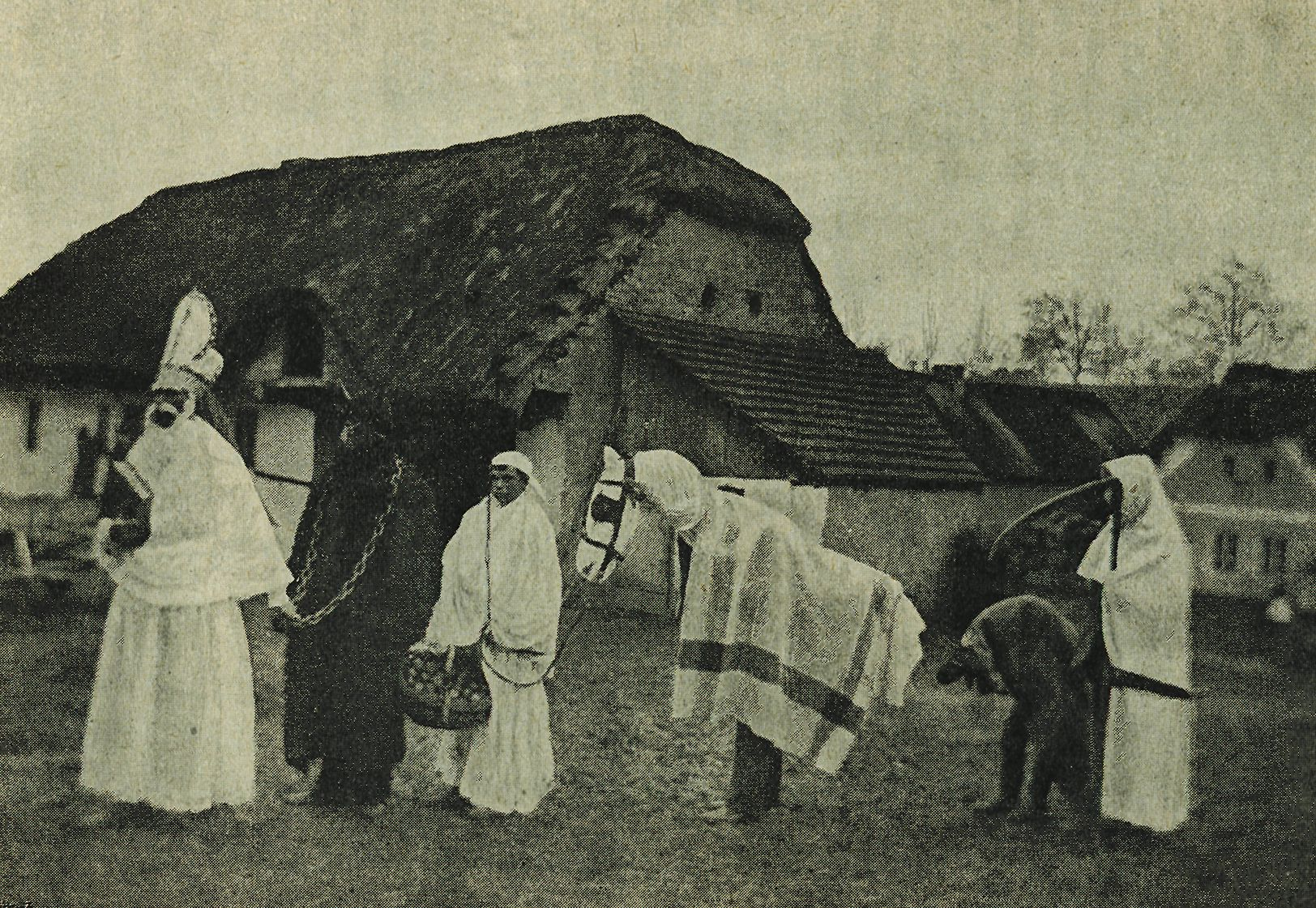
De processie van Mikulas bestaat uit Krampus, engel, merrie, geit en de Dood, Tsjechië; 1910.
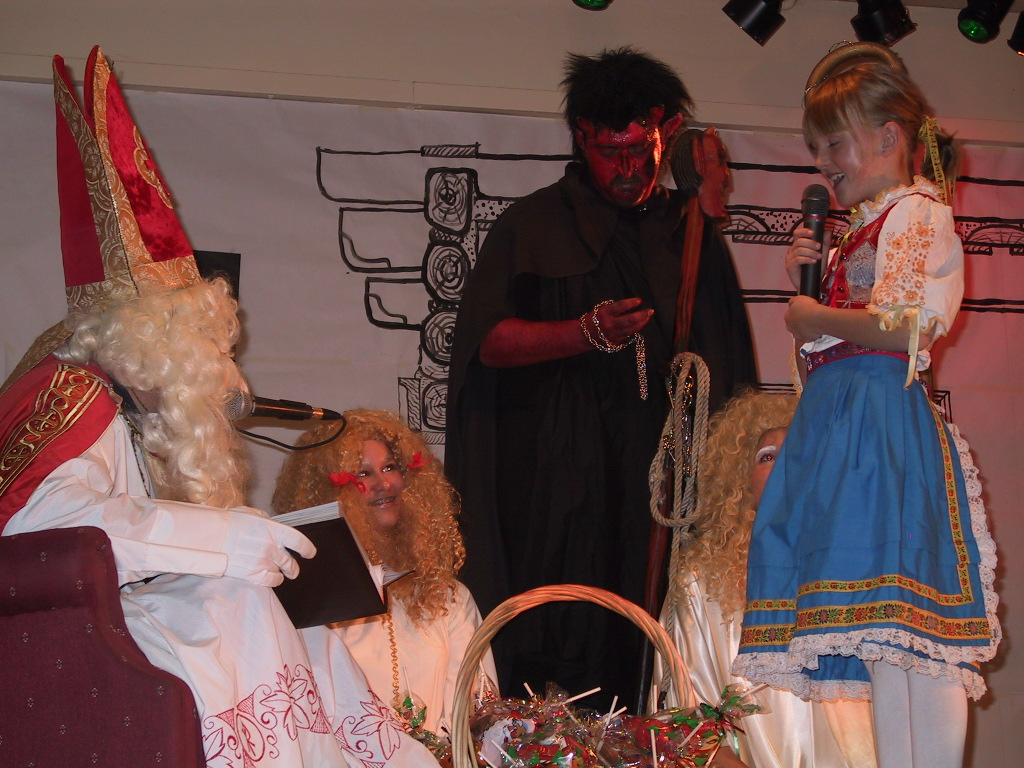
Een meisje zingt een liedje voor Santa met zijn engelen en duivel in Ottawa, Canada; 2003.
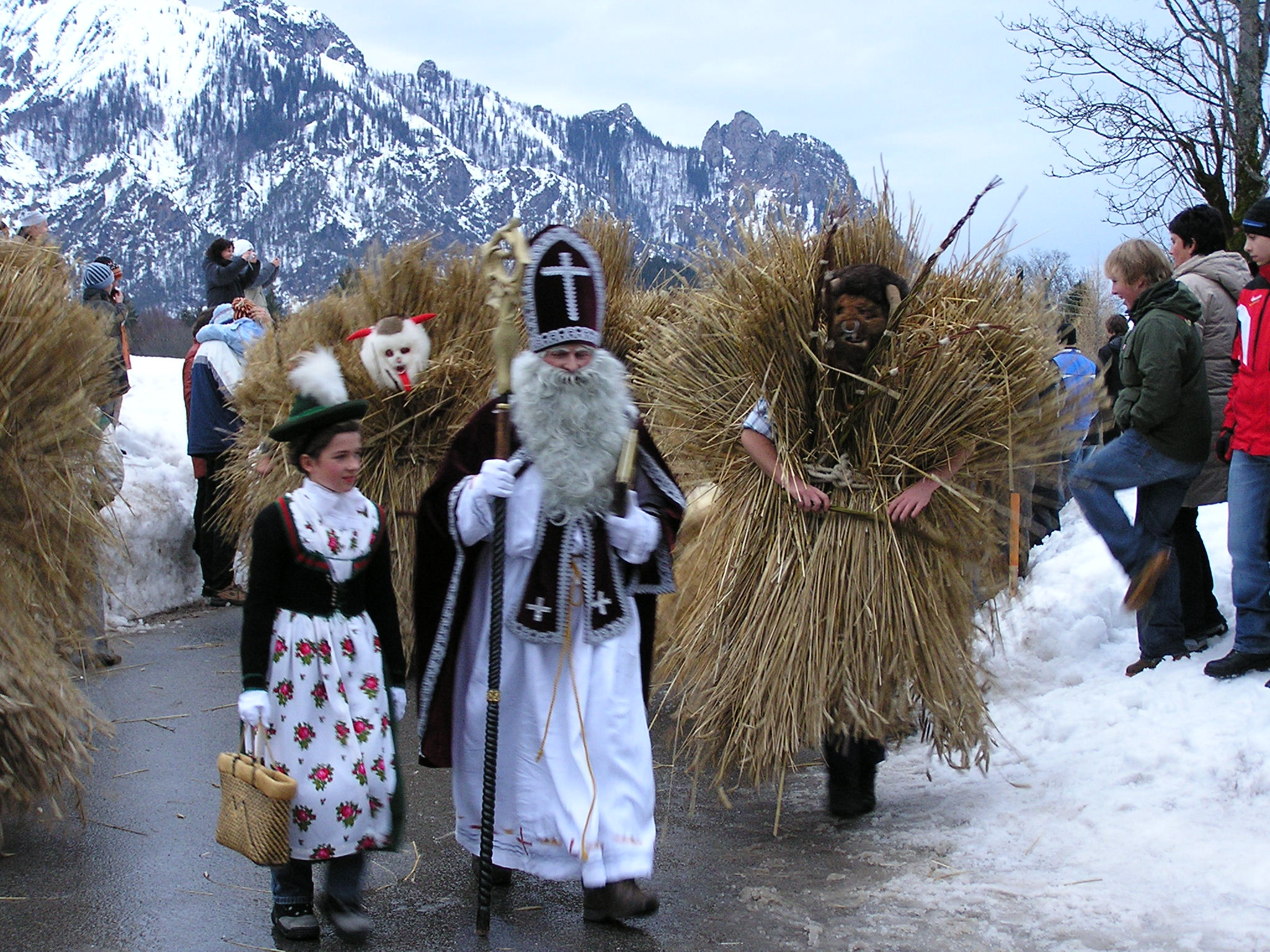
Nikolaus, Nikoloweibl en Buttnmandl, Berchtesgaden, Duitsland; 2007.
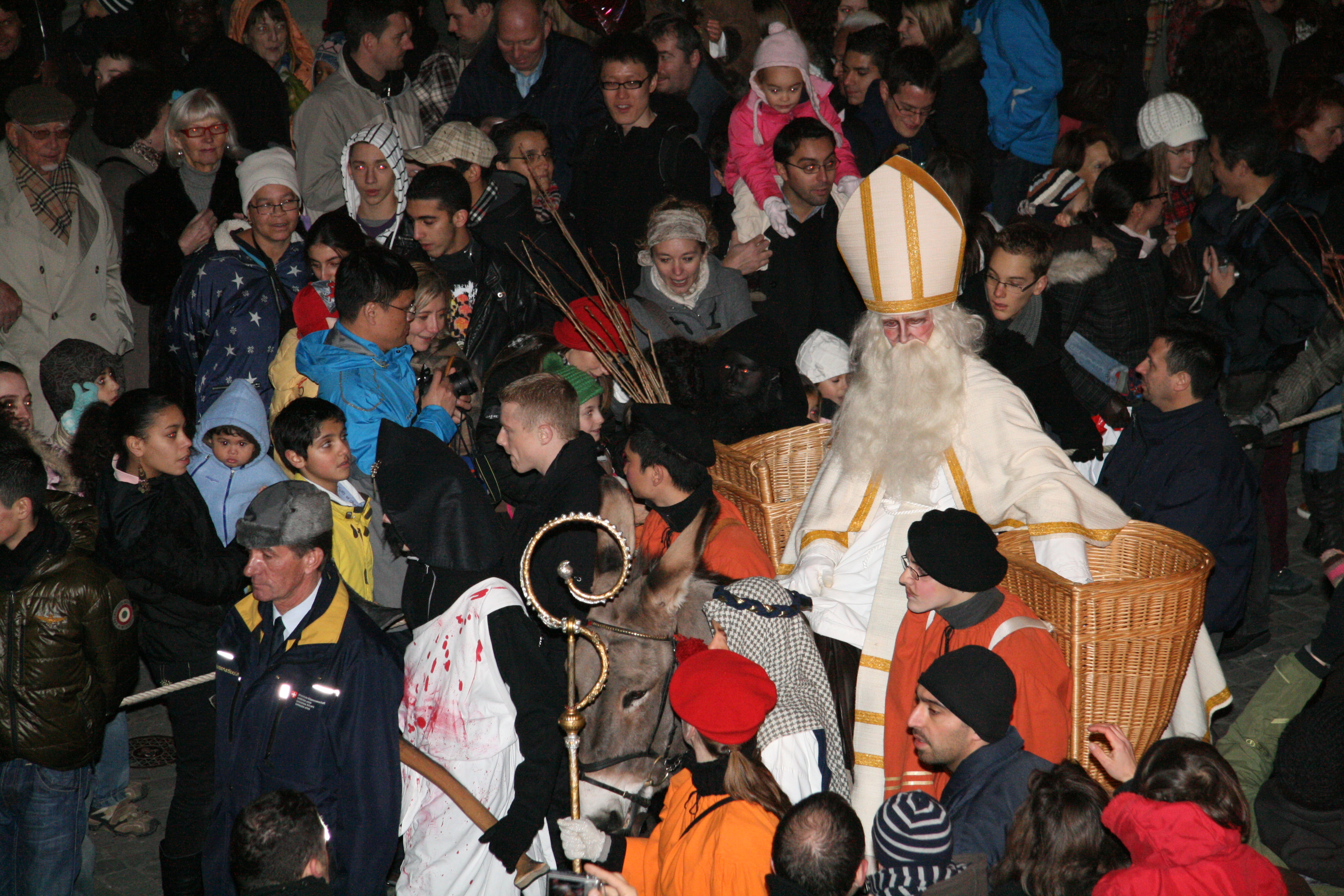
Sankt Nikolaus en zijn begeleiders delen mandarijnen en Lebkuchen uit tijdens een optocht in Fribourg, Zwitserland; 2009.
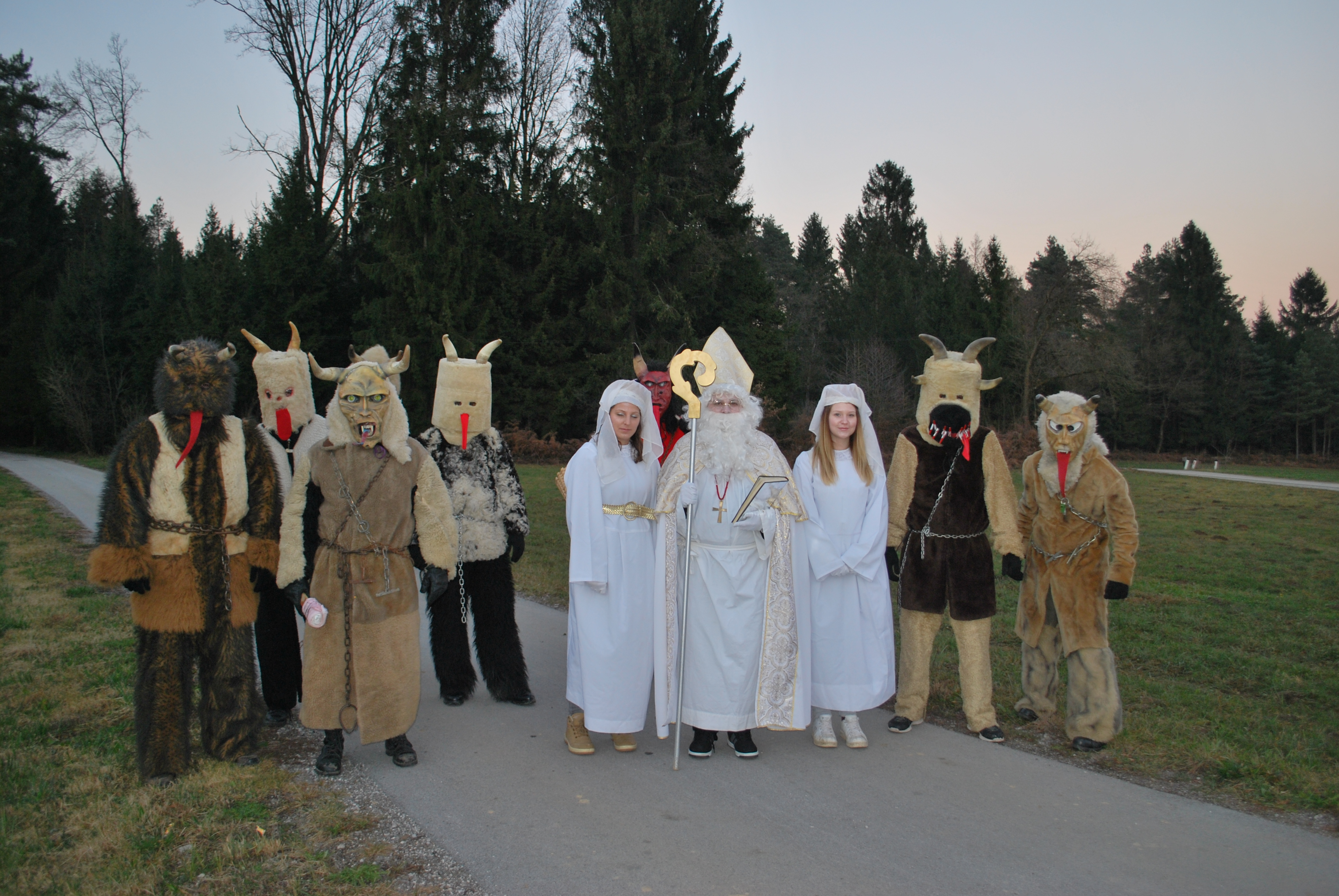
Sveti Miklavž en zijn entourage, Slovenië; 2015.
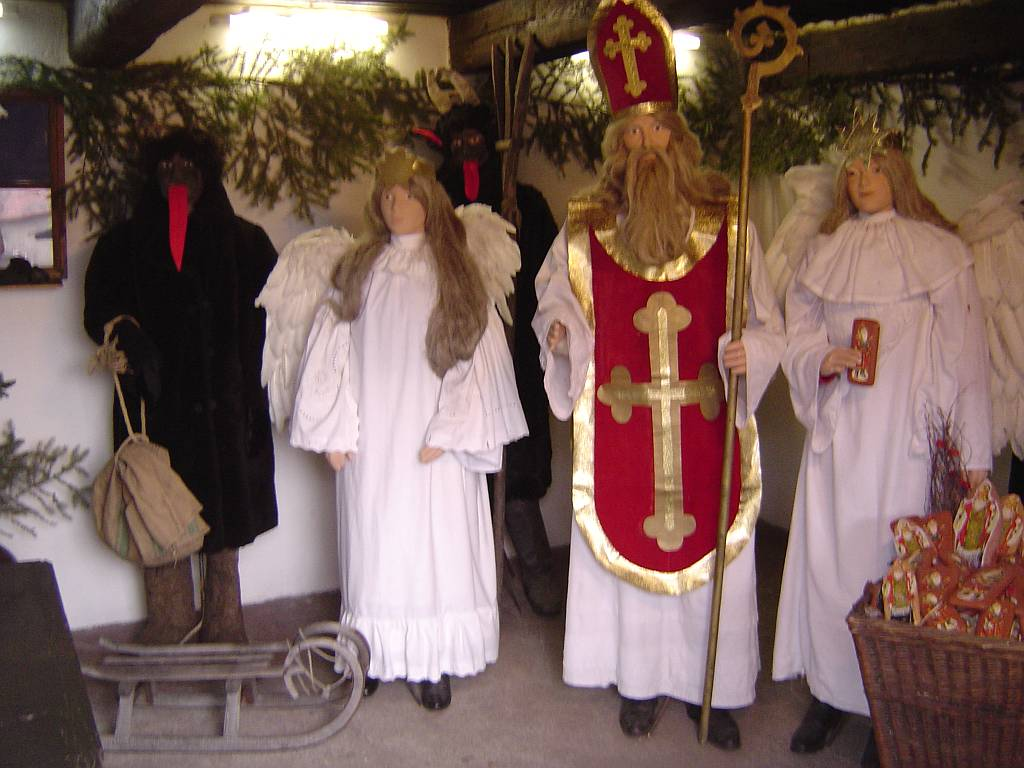
Mikulas begeleid door duivels (Čert , één met zak en één met roe) en engelen (Anděl), openluchtmuseum Přerov nad Labem, Tsjechië.

## Bezwaren

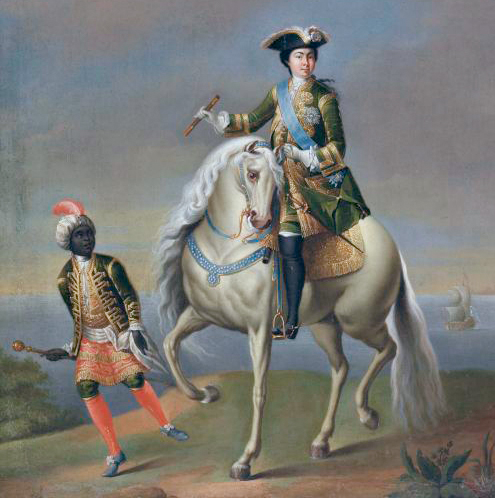
De kunsthistorica Eugenie Boer-Dirks stelt dat de knecht van Sinterklaas niet voor de 19e eeuw is ontstaan, en dat het vervolgens het motief van de zwarte page uit de 17e-eeuwse schilderkunst was waaraan het beeld van de Zwarte Piet kan zijn ontleend (hier keizerin Catharina I van Rusland).

In de tweede helft van de 20e eeuw kwam in Nederland de discussie op gang of de knecht van Sinterklaas, Zwarte Piet, een racistische bijklank zou hebben. Zowel de huidskleur als de sociale positie van Zwarte Piet vormden hiervoor de aanleiding.

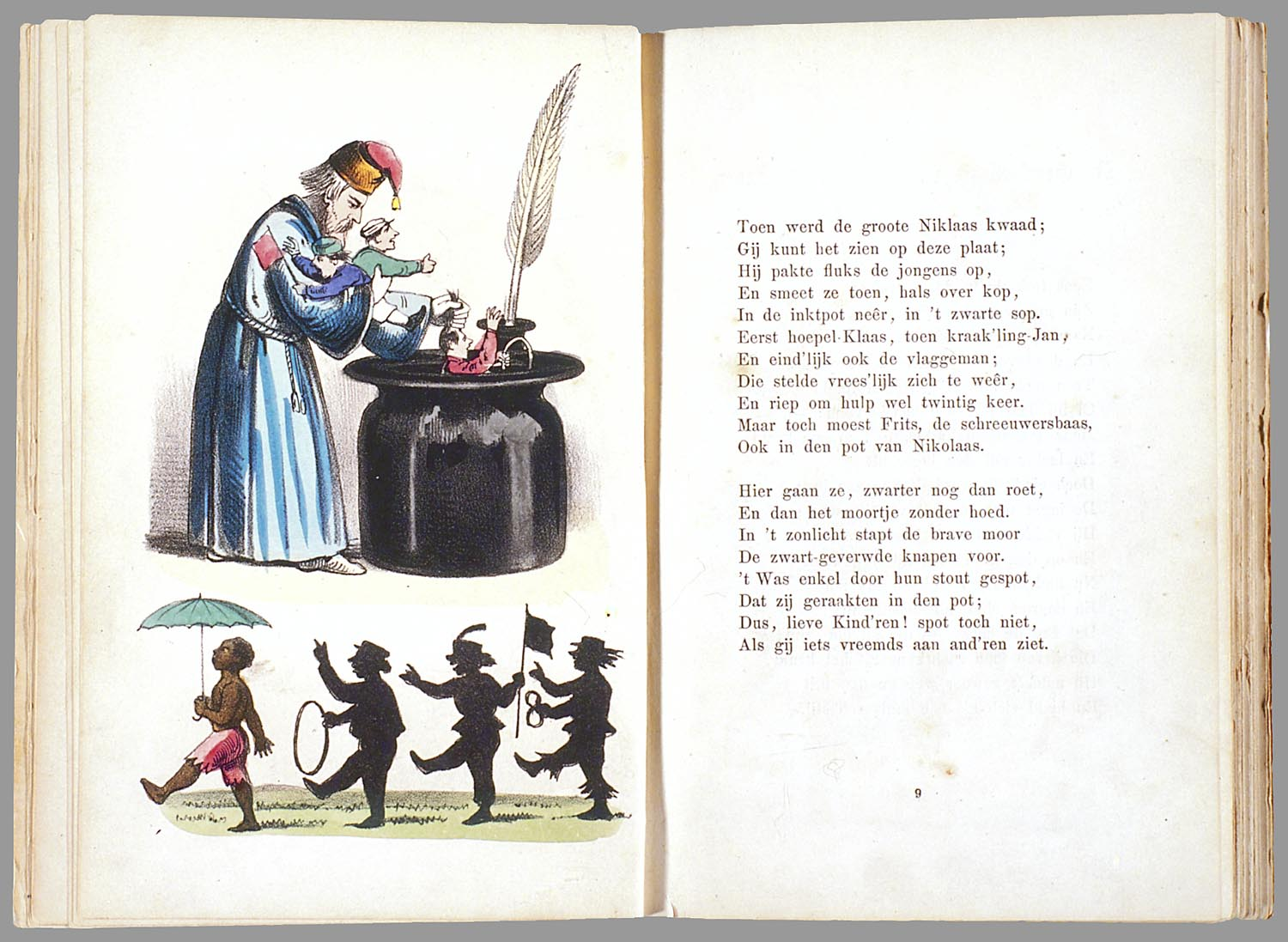
Een aardig prentenboek naar het Hoogduitsche kinderwerk Der Struwwelpeter voor Nederlandsche jongens en meisjes bewerkt, ca. 1860.

Door sommigen wordt in Zwarte Piet een slaaf gezien. Schenkman stelde de helper echter voor als een knecht. Slavernij bestond nog in Suriname en de Antillen, maar was in Nederland zelf verboden. Dat Piet al bij Schenkman schoeisel draagt, pleit eveneens voor een status als vrij man.
Schenkman heeft zich mogelijk laten inspireren door publicaties uit zijn tijd. Zo publiceerde Heinrich Hoffmann vijf jaar eerder Struwwelpeter, waarin een zwarte jongen door een figuur met een lange baard, die de 'grosze Nikolas' wordt genoemd, beschermd wordt voor pesterijen van blanke kinderen. Een ander verhaal dat hem kan hebben beïnvloed, werd in het tijdschrift Timotheus gepubliceerd. Dit verhaal ging over een gewezen slavenbezitter, een edele en voorname oude man met witte haren, die zich op zijn ziekbed verzoent met zijn bediende, de zoon van een van zijn ex-slaven, en oproept tot afschaffing van de slavernij. Het reduceren van Zwarte Piet tot een uiting van het koloniale denken is volgens Rita Ghesquière dan ook "een sterke vereenvoudiging" die geen recht doet aan het historische materiaal.

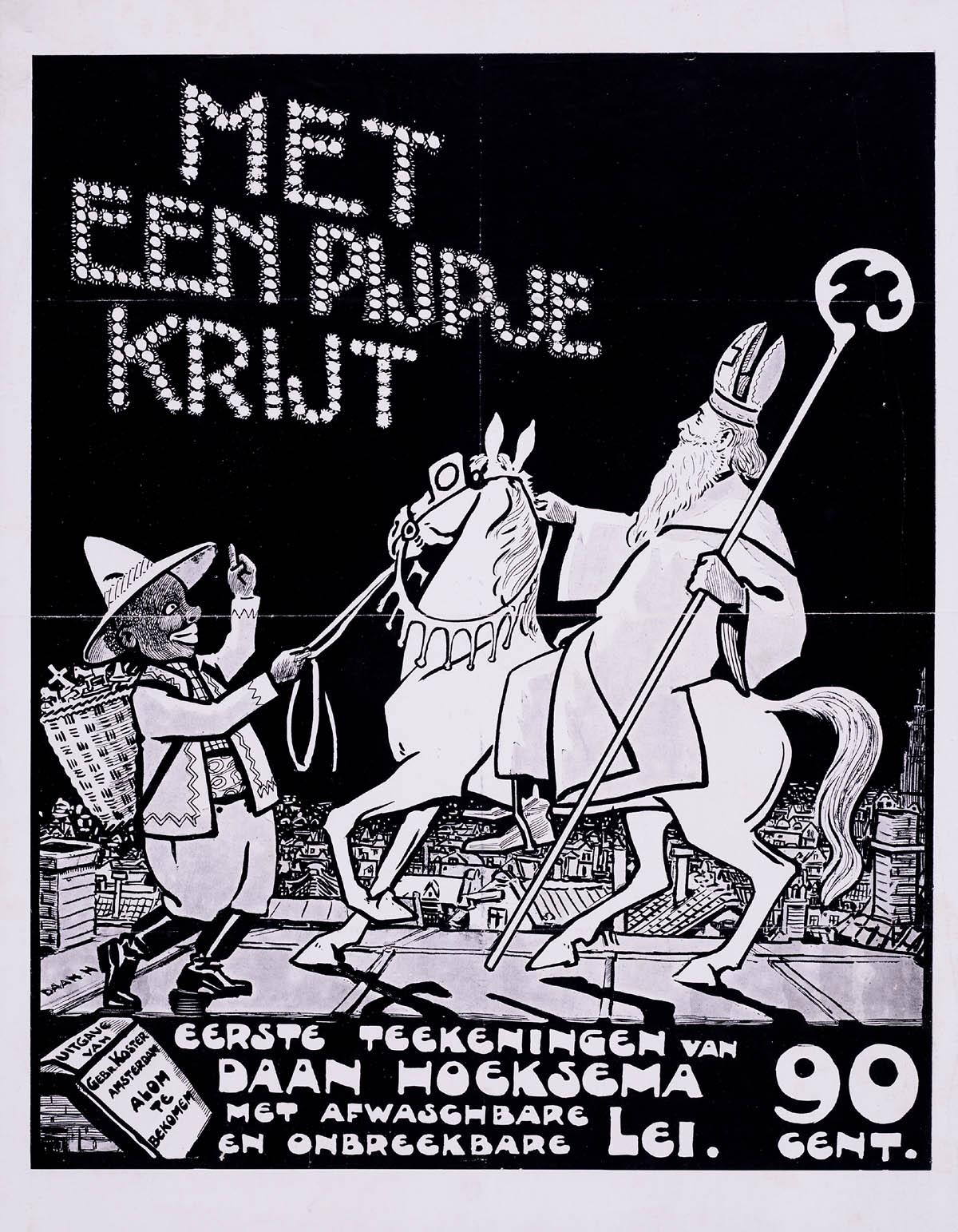
In deze reclame uit het begin van de 20e eeuw is Zwarte Piet, in een voor hem ongebruikelijk kostuum, afgebeeld als een karikatuur, die nu als racistisch kan worden bestempeld.

Desalniettemin zijn er in de loop der tijden elementen in de rol van Zwarte Piet geslopen, die soms als discriminerend worden ervaren. Aanvankelijk hanteerde Sinterklaas zelf de roede, maar met de introductie van Zwarte Piet werd het straffen van kinderen hoe langer hoe meer de taak van voornoemde. De aanvankelijk neutrale uitbeelding van de knecht veranderde in de loop der tijd in een karikaturale weergave van een zwarte man. Vanaf de jaren zestig kreeg Piet weer een positiever imago.
Onderzoek van Gábor Kozijn in 2014 liet zien dat een grote meerderheid in Nederland op dat moment Zwarte Piet in de toenmalige uiterlijke verbeelding wenste te behouden. Alleen in Amsterdam was er een grote minderheid die het uiterlijk van Zwarte Piet wenste aan te passen.
In 2020 bleek de publieke opinie te zijn gedraaid: eind dat jaar vond nog maar 39% van de Nederlanders dat het uiterlijk van Zwarte Piet behouden moest blijven. Inmiddels is het zwartepietendebat in een brede maatschappelijke discussie veranderd. Het draait vooral om de kwestie in hoeverre gebruiken die door een deel van de Nederlanders als kwetsend worden ervaren, dienen te worden gehandhaafd. In 2023 werd er nog maar in één plaats in Nederland, in De Lier, gedemonstreerd tegen het uiterlijk van Zwarte Piet.

## Varia
- In enkele aan het sinterklaasfeest gerelateerde liedjes staat niet Sinterklaas zelf centraal, maar Zwarte Piet. De bekendste zijn waarschijnlijk Zwarte piet ging uit fietsen en Zwarte Piet, wiedewiedewiet.